# Liste des titres de comte dans la noblesse britannique
 (juillet 2024).
Si vous disposez d'ouvrages ou d'articles de référence ou si vous connaissez des sites web de qualité traitant du thème abordé ici, merci de compléter l'article en donnant les références utiles à sa vérifiabilité et en les liant à la section « Notes et références ».
Cette page est une compilation de tous les titres de comte britanniques (« earl ») (et par extension de tous les comtés – earldoms) existants, éteints, dormants, suspendus, ou confisqués dans les pairies d'Angleterre, d'Écosse, de Grande-Bretagne, d'Irlande et du Royaume-Uni.

## Comtes dans lapairie d'Angleterre(1066-1707)
| Titre                           | Date de création | Titulaire                                        | Statut                      | Notes |
| ------------------------------- | ---------------- | ------------------------------------------------ | --------------------------- | --- |
| Comte d'Hereford                | 1067             | FitzOsbern                                       | confisqué 1074              | |
| Comte de Kent                   | 1067             | Odon                                             | confisqué 1088              | |
| Comte de Cornouailles           | 1068             | Mortain                                          | confisqué 1106              | |
| Comte d'Huntingdon              | 1068             | Saint-Lis                                        | éteint 1237                 | |
| Comte de Dorset                 | 1070             | Osmond                                           | éteint 1099                 | |
| Comte de Norfolk                | 1070             | de Gaël                                          | confisqué 1074              | |
| Comte de Chester                | 1071             | d'Avranches                                      | éteint 1120                 | |
| Comte de Northampton            | 1072             |                                                  | éteint 1075                 | |
| Comte de Shrewsbury             | 1074             | Montgomery                                       | confisqué 1102              | |
| Comte de Northampton            | 1080             | Saint-Lis                                        | éteint 1184                 | |
| Comte d'Albemarle               | 1081             | de Blois, de Fortz                               | éteint 1274                 | |
| Comte de Surrey                 | 1088             | de Warenne                                       | éteint 1415                 | |
| Comte de Warwick                | 1088             | de Newburgh                                      | confisqué 1499              | |
| Comte de Gloucester             | 1093             | FitzEustace                                      | éteint 1094                 | |
| Comte de Buckingham             | 1097             | de Giffard                                       | éteint 1166                 | |
| Comte de Devon                  | 1100             | de Reviers                                       | confisqué 1471              | |
| Comte de Leicester              | 1107             | Beaumont                                         | éteint 1204                 | |
| Comte de Chester                | 1121             | Meschin, Gernon, Kevelioc, Blondeville           | éteint 1232                 | |
| Comte de Gloucester             | 1121             | FitzRoy, FitzRobert                              | éteint 1183                 | |
| Comte de Richmond               | 1136             | de Bretagne                                      | éteint 1203                 | |
| Comte d'Arundel                 | 1138             | d'Albini, FitzAlan, Howard                       | existant                    | aussi duc de Norfolk, comte de Surrey et comte de Norfolk à partir de 1660 |
| Comte de Bedford                | 1138             | Beaumont                                         | confisqué 1142              | |
| Comte de Derby                  | 1138             | Ferrières                                        | confisqué 1266              | |
| Comte d'Hertford                | 1138             | Clare                                            | éteint 1314                 | |
| Comte de Pembroke               | 1138             | Clare                                            | éteint 1185                 | |
| Comte de Worcester              | 1138             | Beaumont                                         | éteint 1145                 | |
| Comte d'Essex                   | 1139             | de Mandeville                                    | éteint 1189                 | |
| Comte de Cornouailles           | 1140             | de Bretagne                                      | dépossédé 1141              | |
| Comte de Norfolk                | 1140             | Bigot                                            | éteint 1307                 | |
| Comte de Cornouailles           | 1141             | Dunstanville                                     | éteint 1175                 | |
| Comte d'Hereford                | 1141             | de Gloucester, Fitzmiles                         | éteint 1155                 | |
| Comte de Kent                   | 1141             | Ypres                                            | confisqué 1155              | |
| Comte de Lincoln                | 1141             | Roumare                                          | éteint 1155                 | |
| Comte d'Oxford                  | 1142             | Vere                                             | dormant 1703                | |
| Comte de Salisbury              | 1145             | de Salisbury                                     | éteint 1322                 | |
| Comte de Lincoln                | 1147             | de Gand                                          | éteint 1156                 | |
| Comte de Buckingham             | 1164             | de Clare                                         | éteint 1176                 | aussi comte de Pembroke |
| Comte de Cornouailles           | 1180             | Baldwin                                          | éteint 1188                 | |
| Comte de Gloucester             | 1186             | Plantagenet                                      | rattaché à la couronne 1199 | |
| Comte de Cornouailles           | 1189             | Plantagenet                                      | éteint 1199                 | |
| Comte de Pembroke               | 1189             | Maréchal                                         | éteint 1245                 | |
| Comte d'Essex                   | 1199             | Fitzpiers                                        | éteint 1227                 | |
| Comte d'Hereford                | 1199             | de Bohun                                         | éteint 1373                 | |
| Comte de Leicester              | 1206             | Montfort                                         | confisqué 1264              | |
| Comte de Winchester             | 1207             | Quincy                                           | éteint 1264                 | |
| Comte de Cornouailles           | 1217             | Fitz-Count                                       | abandonné 1220              | |
| Comte de Lincoln                | 1217             | de Blondeville                                   | éteint 1232                 | aussi comte de Chester |
| Comte de Gloucester             | 1218             | de Clare                                         | éteint 1314                 | aussi comte d'Hertford |
| Comte de Kent                   | 1226             | Burgh                                            | éteint 1243                 | |
| Comte de Cornouailles           | 1226             | Plantagenet                                      | éteint 1300                 | |
| Comte d'Essex                   | 1227             | de Bohun                                         | éteint 1372                 | |
| Comte de Lincoln                | 1232             | Lacy, Plantagenet                                | éteint 1348                 | |
| Comte de Warwick                | 1246             | Plessets                                         | éteint 1268                 | |
| Comte de Pembroke               | 1247             | Valence                                          | éteint 1323                 | |
| Comte de Chester                | 1253             | Plantagenet                                      | éteint 1253                 | |
| Comte de Chester                | 1264             | de Montfort                                      | confisqué 1265              | |
| Comte de Lancastre              | 1267             | Plantagenet                                      | confisqué 1321              | restauré 1327; créé duc de Lancastre en 1351 |
| Comte de Richmond               | 1268             | de Dreux                                         | éteint 1399                 | |
| Comte de Warwick                | 1268             | Beauchamp                                        | éteint 1449                 | créé duc de Warwick en 1444 |
| Comte de Leicester              | 1274             | Plantagenet                                      | éteint 1361                 | |
| Comte de Sussex                 | 1282             | Plantagenet                                      | éteint 1347                 | |
| Comte de Gloucester et Hertford | 1299             | Monthermer                                       | éteint 1306                 | |
| Comte de Cornouailles           | 1307             | de Gaveston                                      | éteint 1312                 | |
| Comte de Norfolk                | 1312             | Plantagenet                                      | éteint 1338                 | |
| Comte de Kent                   | 1321             | Plantagenet                                      | éteint 1360                 | |
| Comte de Carlisle               | 1322             | Harcla                                           | confisqué 1323              | |
| Comte de Winchester             | 1322             | Despencer                                        | confisqué 1326              | |
| Comte de March                  | 1328             | Mortimer                                         | éteint 1424                 | |
| Comte de Cornouailles           | 1330             | Plantagenet                                      | éteint 1336                 | |
| Comte de Devon                  | 1335             | Courtenay                                        | confisqué 1461              | |
| Comte d'Huntingdon              | 1337             | de Clinton, Clinton                              | éteint 1354                 | |
| Comte de Gloucester             | 1337             | Despencer, Audley                                | éteint 1347                 | |
| Comte de Derby                  | 1337             | Plantagenet                                      | éteint 1399                 | |
| Comte de Northampton            | 1337             | Bohun                                            | éteint 1438                 | suspendu 1373–1384 |
| Comte de Salisbury              | 1337             | Montacute                                        | confisqué 1400              | |
| Comte de Suffolk                | 1337             | Ufford                                           | éteint 1382                 | |
| Comte de Pembroke               | 1339             | Hastings                                         | éteint 1391                 | |
| Comte de Cambridge              | 1340             | de Juliers                                       | éteint 1361                 | |
| Comte de Richmond               | 1342             | Plantagenet                                      | confisqué 1372              | |
| Comte de Surrey                 | 1347             | Fitzalan                                         | confisqué 1397              | |
| Comte de Lincoln                | 1349             | Plantagenet                                      | éteint 1399                 | |
| Comte de Stafford               | 1351             | Stafford                                         | confisqué 1521              | créé duc de Buckingham en 1444 |
| Comte de Kent                   | 1360             | Holland                                          | éteint 1408                 | créé duc de Surrey en 1397, ce titre confisqué 1400 |
| Comte de Cambridge              | 1362             | Plantagenet                                      | éteint 1461                 | |
| Comte de Bedford                | 1366             | de Courcy, Couci                                 | abandonné 1397              | |
| Comte de Buckingham             | 1377             | Plantagenet                                      | éteint 1397                 | |
| Comte de Northumberland         | 1377             | Percy                                            | éteint 1461                 | |
| Comte de Nottingham             | 1377             | Mowbray                                          | éteint 1475                 | |
| Comte de Suffolk                | 1385             | Pole                                             | confisqué 1503              | créé comte de Pembroke en 1446 et duc de Suffolk en 1448 |
| Comte d'Huntingdon              | 1387             | Holland                                          | confisqué 1461              | créé duc d'Exeter en 1397 |
| Comte d'Oxford                  | 1392             | Vere                                             | confisqué 1461              | |
| Comte de Somerset               | 1397             | Beaufort                                         | confisqué 1471              | créé duc de Somerset en 1442 |
| Comte de Westmorland            | 1397             | Nevill                                           | confisqué 1570              | |
| Comte de Wiltshire              | 1397             | Scrope                                           | confisqué 1399              | |
| Comte de Worcester              | 1397             | Percy                                            | éteint 1404                 | |
| Comte de Surrey                 | 1400             | Fitzalan                                         | éteint 1475                 | |
| Comte de Buckingham             | 1403             | Stafford                                         | confisqué 1521              | aussi comte de Stafford, créé duc de Buckingham en 1486 |
| Comte de Salisbury              | 1409             | Montacute                                        | éteint 1428                 | |
| Comte d'Albemarle               | 1411             | Plantagenet                                      | éteint 1421                 | |
| Comte de Dorset                 | 1411             | Beaufort                                         | éteint 1426                 | créé duc d'Exeter en 1416 |
| Comte de Kendal                 | 1414             | Plantagenet                                      | éteint 1435                 | |
| Comte de Pembroke               | 1414             | Plantagenet                                      | éteint 1446                 | |
| Comte de Richmond               | 1414             | Plantagenet                                      | éteint 1435                 | |
| Comte de Tankerville            | 1418             | Grey                                             | confisqué 1459              | |
| Comte de Kendal                 | 1418             | Beaufort                                         | éteint 1509                 | |
| Comte de Worcester              | 1420             | Beauchamp                                        | éteint 1431                 | |
| Comte de Dorset                 | 1441             | Beaufort                                         | confisqué 1463              | |
| Comte de Shrewsbury             | 1442             | Talbot                                           | existant                    | créé comte de Waterford en Irlande en même temps, aussi comte Talbot en Grande-Bretagne à partir de 1856. De 1694 à 1718 aussi duc de Shrewsbury et marquis d'Alton. |
| Comte de Salisbury              | 1442             | Nevill                                           | confisqué 1471              | |
| Comte de Pembroke               | 1446             | Pole                                             | confisqué 1503              | aussi comte de Suffolk, créé duc de Suffolk en 1448 |
| Comte de Kendal                 | 1446             | de Foix                                          | éteint 1485                 | |
| Comte de Wiltshire              | 1449             | Butler                                           | éteint 1461                 | |
| Comte de Warwick                | 1449             | Nevill                                           | confisqué 1471              | |
| Comte de Worcester              | 1449             | Tiptoft                                          | confisqué 1485              | |
| Comte de Surrey                 | 1451             | Mowbray                                          | éteint 1475                 | aussi duc de Norfolk à partir de 1461 |
| Comte de Pembroke               | 1452             | Tudor                                            | confisqué 1461              | |
| Comte de Richmond               | 1452             | Tudor                                            | éteint 1485                 | |
| Comte d'Essex                   | 1461             | Bourchier                                        | éteint 1539                 | |
| Comte de Kent                   | 1461             | Nevill                                           | éteint 1463                 | |
| Comte d'Oxford                  | 1464             | Vere                                             | éteint 1702                 | |
| Comte de Kent                   | 1465             | Grey                                             | éteint 1741                 | créé marquis de Kent et comte d'Harold en 1706; duc de Kent en Grande-Bretagne en 1710 et marquis Grey en Grande-Bretagne en 1740 |
| Comte Rivers (en)               | 1466             | Widvile                                          | éteint 1491                 | |
| Comte de Lincoln                | 1467             | Pole                                             | éteint 1487                 | |
| Comte de Northumberland         | 1467             | Nevill                                           | abandonné 1470              | |
| Comte de Pembroke               | 1468             | Herbert                                          | confisqué 1472              | |
| Comte de Devon                  | 1469             | Stafford                                         | confisqué 1469              | |
| Comte de Wiltshire              | 1470             | Stafford                                         | éteint 1499                 | |
| Comte d'Huntingdon              | 1471             | Grey                                             | abandonné 1475              | |
| Comte d'Huntingdon              | 1472             | Herbert                                          | éteint 1487                 | |
| Comte de Winchester             | 1472             | Bruges                                           | confisqué 1499              | |
| Comte de Salisbury              | 1472             | Plantagenet                                      | confisqué 1477              | |
| Comte de Warwick                | 1472             | Plantagenet                                      | confisqué 1477              | |
| Comte de Nottingham             | 1476             | Plantagenet                                      | éteint 1483                 | |
| Comte de Salisbury              | 1477             | Plantagenet                                      | éteint 1484                 | |
| Comte de March                  | 1479             | Plantagenet                                      | éteint 1483                 | |
| Comte de Pembroke               | 1479             | Plantagenet                                      | éteint 1483                 | |
| Comte de Nottingham             | 1483             | Berkeley                                         | éteint 1491                 | créé marquis de Berkeley en 1488 |
| Comte de Surrey                 | 1483             | Beaumont, Fitzalan-Howard                        | existant                    | aussi duc de Norfolk à partir de 1514, comte de Norfolk à partir de 1644 et comte d'Arundel à partir de 1660 |
| Comte de Devon                  | 1485             | Courtenay                                        | éteint 1539                 | créé marquis d'Exeter en 1525 |
| Comte de Derby                  | 1485             | Stanley                                          | existant                    | |
| Comte de Bath                   | 1485             | de Shaunde                                       | éteint 1515                 | |
| Comte de Pembroke               | 1485             | Tudor                                            | éteint 1495                 | |
| Comte de Wiltshire              | 1509             | Stafford                                         | éteint 1523                 | |
| Comte de Worcester              | 1514             | Somerset                                         | existant                    | créé marquis de Worcester en 1642 et duc de Beaufort en 1682 |
| Comte de Cumberland             | 1525             | Clifford                                         | éteint 1643                 | |
| Comte de Nottingham             | 1525             | Fitzroy                                          | éteint 1536                 | titre subsidiaire du duc de Richmond et Somerset |
| Comte de Rutland                | 1525             | Manners                                          | existant                    | créé duc de Rutland et marquis de Granby en 1703 |
| Comte de Lincoln                | 1525             | Brandon                                          | éteint 1545                 | |
| Comte d'Huntingdon              | 1529             | Hastings                                         | existant                    | |
| Comte de Wiltshire              | 1529             | Boleyne                                          | éteint 1538                 | créé comte d'Ormonde en Irlande en même temps |
| Comte de Sussex                 | 1529             | Ratcliff                                         | éteint 1641                 | |
| Comte de Bath                   | 1536             | Bourchier                                        | éteint 1645                 | |
| Comte d'Hertford                | 1537             | Seymour                                          | confisqué 1551              | créé duc de Somerset en 1546 |
| Comte de Southampton            | 1537             | Fitzwilliam                                      | éteint 1543                 | |
| Comte de Bridgwater             | 1538             | Daubeney                                         | éteint 1548                 | |
| Comte d'Essex                   | 1539             | Cromwell                                         | confisqué 1540              | |
| Comte d'Essex                   | 1543             | Parr                                             | éteint 1571                 | |
| Comte de Southampton            | 1547             | Wriothesley                                      | éteint 1667                 | |
| Comte de Warwick                | 1547             | Dudley                                           | confisqué 1553              | créé duc de Northumberland en 1551 |
| Comte de Bedford                | 1550             | Russell                                          | existant                    | créé duc de Bedford et marquis de Tavistock en 1694 |
| Comte de Wiltshire              | 1550             | Paulet                                           | existant                    | créé marquis de Winchester en 1551, créé duc de Bolton en 1689, ce titre s'éteint en 1794 |
| Comte de Pembroke               | 1551             | Herbert                                          | existant                    | aussi comte de Montgomery à partir de 1630 |
| Comte de Devon                  | 1553             | Courtenay                                        | existant                    | dormant entre 1556 et 1831 |
| Comte de Northumberland         | 1557             | Percy                                            | éteint 1670                 | |
| Comte d'Hertford                | 1559             | Seymour                                          | éteint 1750                 | créé marquis d'Hertford 1641, ce titre s'éteint en 1675. Restauré pour le duc de Somerset en 1660 |
| Comte de Warwick                | 1561             | Dudley                                           | éteint 1589                 | |
| Comte de Leicester              | 1563             | Dudley                                           | éteint 1588                 | |
| Comte d'Essex                   | 1572             | Devereux                                         | éteint 1646                 | |
| Comte de Lincoln                | 1572             | de Clinton, Pelham-Clinton-Hope, Fiennes-Clinton | existant                    | aussi duc de Newcastle-under-Lyme à partir de 1768 jusqu'à 1988 |
| Comte de Nottingham             | 1596             | Howard                                           | éteint 1681                 | |
| Comte de Devon                  | 1603             | Blount                                           | éteint 1606                 | |
| Comte de Suffolk                | 1603             | Howard                                           | existant                    | aussi comte de Bindon à partir de 1709 jusqu'à 1722 et comte de Berkshire à partir de 1745 |
| Comte de Dorset                 | 1603             | Sackville                                        | éteint 1843                 | créé duc de Dorset en 1720 |
| Comte de Northampton            | 1604             | Howard                                           | éteint 1614                 | |
| Comte d'Exeter                  | 1605             | Cecil                                            | existant                    | créé marquis d'Exeter au Royaume-Uni en 1801 |
| Comte de Montgomery             | 1605             | Herbert                                          | existant                    | aussi comte de Pembroke |
| Comte de Salisbury              | 1605             | Cecil                                            | existant                    | créé marquis de Salisbury en Grande-Bretagne en 1789 |
| Comte de Somerset               | 1613             | Carr                                             | éteint 1645                 | |
| Comte de Richmond               | 1613             | Stuart                                           | éteint 1624                 | |
| Comte de Bridgwater             | 1617             | Egerton                                          | éteint 1829                 | créé duc de Bridgwater et marquis de Brackley en Grande-Bretagne en 1720, ces titres s'éteignent en 1803 |
| Comte de Buckingham             | 1617             | Villiers                                         | éteint 1687                 | |
| Comte de Northampton            | 1618             | Compton                                          | existant                    | créé marquis de Northampton et comte Compton au Royaume-Uni en 1812 |
| Comte de Devonshire             | 1618             | Cavendish                                        | existant                    | créé duc de Devonshire et marquis d'Hartington en 1694, aussi comte de Burlington au Royaume-Uni à partir de 1858 |
| Comte de Leicester              | 1618             | Sydney                                           | éteint 1743                 | |
| Comte de Warwick                | 1618             | Rich                                             | éteint 1759                 | |
| Comte de Cambridge              | 1619             | Hamilton                                         | éteint 1651                 | |
| Comte de March                  | 1619             | Stuart                                           | éteint 1672                 | hérita le titre de duc de Lennox |
| Comte de Berkshire              | 1620             | Norris                                           | éteint 1623                 | |
| Comte d'Holderness              | 1621             | Ramsay                                           | éteint 1625                 | |
| Comte de Carlisle               | 1622             | Hay                                              | éteint 1660                 | |
| Comte de Denbigh                | 1622             | Feilding                                         | existant                    | aussi comte de Desmond en Irlande à partir de 1675 |
| Comte de Bristol                | 1622             | Digby                                            | éteint 1698                 | |
| Comte de Middlesex              | 1622             | Cranfield                                        | éteint 1674                 | |
| Comte d'Anglesey                | 1623             | Villiers                                         | éteint 1659                 | |
| Comte de Coventry               | 1623             | Villiers                                         | éteint 1687                 | |
| Comte de Newcastle              | 1623             | Stuart                                           | éteint 1624                 | |
| Comte de Clare                  | 1624             | Holles                                           | éteint 1711                 | créé duc de Newcastle-upon-Tyne et marquis de Clare en 1694 |
| Comte de Westmorland            | 1624             | Fane                                             | existant                    | |
| Comte de Bolingbroke            | 1624             | St. John                                         | éteint 1711                 | |
| Comte de Totness                | 1625             | Carew                                            | éteint 1629                 | |
| Comte de Cleveland              | 1625             | Wentworth                                        | éteint 1667                 | |
| Comte de Danby                  | 1626             | Danvers                                          | éteint 1644                 | |
| Comte de Manchester             | 1626             | Montagu                                          | existant                    | créé duc de Manchester en Grande-Bretagne en 1719 |
| Comte de Monmouth               | 1626             | Carey                                            | éteint 1661                 | |
| Comte de Berkshire              | 1626             | Howard                                           | existant                    | aussi comte de Suffolk à partir de 1745 |
| Comte de Banbury                | 1626             | Knollys                                          | éteint 1632                 | |
| Comte de Norwich                | 1626             | Denny                                            | éteint 1630                 | |
| Comte de Lindsey                | 1626             | Bertie                                           | existant                    | créé marquis de Lindsey en 1706 et duc d'Ancaster et Kesteven en Grande-Bretagne en 1715, ces titres s'éteignent en 1809, aussi comte d'Abingdon à partir de 1938 |
| Comte de Marlborough            | 1626             | Ley                                              | éteint 1679                 | |
| Comte de Mulgrave               | 1626             | Sheffield                                        | éteint 1735                 | créé marquis de Normanby en 1694 et duc de Buckingham et Normanby en 1703 |
| Comte Rivers (en)               | 1626             | Savage                                           | éteint 1728                 | |
| Comte de Sunderland             | 1627             | Scrope                                           | éteint 1630                 | |
| Comte de Newcastle-upon-Tyne    | 1628             | Cavendish                                        | éteint 1691                 | créé marquis de Newcastle-upon-Tyne en 1643 et duc de Newcastle-upon-Tyne et comte d'Ogle en 1664 |
| Comte de Stamford               | 1628             | Grey                                             | éteint 1976                 | aussi comte de Warrington à partir de 1796 |
| Comte de Dover                  | 1628             | Carey                                            | éteint 1677                 | |
| Comte de Winchilsea             | 1628             | Finch                                            | existant                    | aussi comte de Nottingham à partir de 1729 |
| Comte de Carnarvon              | 1628             | Dormer                                           | éteint 1709                 | |
| Comte de Newport                | 1628             | Blount                                           | éteint 1681                 | |
| Comte de Chesterfield           | 1628             | Scudamore-Stanhope                               | éteint 1967                 | |
| Comte de St Albans              | 1628             | Burgh                                            | éteint 1659                 | |
| Comte de Kingston-upon-Hull     | 1628             | Pierrepont                                       | éteint 1680                 | |
| Comte de Peterborough           | 1628             | Mordaunt                                         | éteint 1814                 | |
| Comte de Thanet                 | 1628             | Tufton                                           | éteint 1849                 | |
| Comte de Portland               | 1633             | Weston                                           | éteint 1688                 | |
| Comte de Strafford              | 1640             | Wentworth                                        | confisqué 1641              | |
| Comte de Sunderland             | 1643             | Spencer                                          | existant                    | aussi duc de Marlborough, marquis de Blandford et comte de Marlborough à partir de 1733 |
| Comte de Chichester             | 1644             | Leigh                                            | éteint 1653                 | |
| Comte de Norfolk                | 1644             | Beaumont, Fitzalan-Howard                        | existant                    | aussi duc de Norfolk, comte d'Arundel et comte de Surrey à partir de 1660 |
| Comte de Brentford              | 1644             | Ruthven, Ruthyn                                  | éteint 1651                 | |
| Comte de Cambridge              | 1644             | Stuart                                           | éteint 1660                 | |
| Comte d'Holderness              | 1644             | Rupert                                           | éteint 1682                 | |
| Comte de Sussex                 | 1644             | Savile                                           | éteint 1671                 | |
| Comte de Lichfield              | 1645             | Stuart                                           | éteint 1672                 | |
| Comte de Scarsdale              | 1645             | Seke                                             | éteint 1736                 | |
| Comte de Norwich                | 1646             | Goring                                           | éteint 1672                 | |
| Comte de Chichester             | 1653             | Wriothesley                                      | éteint 1667                 | |
| Comte de St Albans              | 1660             | Jermyn                                           | éteint 1683                 | |
| Comte de Sandwich               | 1660             | Montagu                                          | existant                    | |
| Comte de Brecknock              | 1660             | Butler                                           | confisqué 1715              | aussi marquis d'Ormonde en Irlande, créé duc d'Ormonde en Irlande en 1661 et duc d'Ormonde en 1682 |
| Comte de Torrington             | 1660             | Monck                                            | éteint 1688                 | |
| Comte d'Anglesey                | 1661             | Annesley                                         | éteint 1761                 | |
| Comte de Bath                   | 1661             | Granville                                        | éteint 1711                 | |
| Comte de Cardigan               | 1661             | Brudenell                                        | existant                    | aussi marquis d'Ailesbury et comte Bruce au Royaume-Uni et comte d'Ailesbury en Grande-Bretagne à partir de 1856 |
| Comte de Clarendon              | 1661             | Hyde                                             | éteint 1753                 | |
| Comte d'Essex                   | 1661             | Capel                                            | existant                    | dormant 1981-1989 |
| Comte de Carlisle               | 1661             | Howard                                           | existant                    | |
| Comte de Strafford              | 1662             | Wentworth                                        | éteint 1695                 | |
| Comte de Doncaster              | 1663             | Scott                                            | existant                    | titre subsidiaire du duc de Monmouth, créé duc de Buccleuch et comte de Dalkeith en Écosse en 1663, confisqué à partir de 1685 à 1743, aussi duc de Buccleuch et comte de Dalkeith en Écosse à partir de 1743, aussi duc de Queensberry, marquis de Dumfriesshire et comte de Drumlanrig et Sanquhar en Écosse en 1810 |
| Comte d'Ogle                    | 1664             | Cavendish                                        | éteint 1691                 | titre subsidiaire du duc de Newcastle-upon-Tyne, aussi marquis de Newcastle-upon-Tyne et comte de Newcastle-upon-Tyne |
| Comte de Falmouth               | 1664             | Berkeley                                         | éteint 1665                 | |
| Comte d'Ailesbury               | 1664             | Bruce                                            | éteint 1747                 | aussi comte d'Elgin en Écosse |
| Comte de Burlington             | 1664             | Boyle                                            | éteint 1753                 | |
| Comte de Cambridge              | 1664             | Stuart                                           | éteint 1667                 | |
| Comte de Craven                 | 1665             | Craven                                           | éteint 1697                 | |
| Comte de Southampton            | 1670             | Fitzroy, Villiers                                | éteint 1774                 | titre subsidiaire du duc de Cleveland, aussi duc de Southampton et comte de Chichester à partir de 1709 |
| Comte d'Arlington               | 1672             | Bennet-Fitzroy                                   | suspendu 1936               | aussi duc de Grafton et comte d'Euston à partir de 1757 |
| Comte de Shaftesbury            | 1672             | Ashley-Cooper                                    | existant                    | |
| Comte d'Euston                  | 1672             | Fitzroy                                          | existant                    | créé duc de Grafton en 1675, aussi comte d'Arlington à partir de 1757 jusqu'à 1936 |
| Comte de Norwich                | 1672             | Howard                                           | éteint 1777                 | |
| Comtesse de Fareham             | 1673             | Penancoët de Kérouaille                          | éteint 1734                 | titre subsidiaire du duchesse de Portsmouth, titre à vie seulement |
| Comte de Powis                  | 1674             | Herbert                                          | éteint 1748                 | créé marquis de Powis en 1687 |
| Comte de Lichfield              | 1674             | Lee                                              | éteint 1776                 | |
| Comte de Danby                  | 1674             | Osborne                                          | éteint 1964                 | créé marquis de Carmarthen en 1689 et duc de Leeds en 1694 |
| Comte de Chichester             | 1674             | Fitzroy                                          | éteint 1774                 | titre subsidiaire du duc de Southampton, aussi duc de Cleveland et comte de Southampton à partir de 1709 |
| Comte de Northumberland         | 1674             | Fitzroy                                          | éteint 1716                 | créé duc de Northumberland en 1683 |
| Comte de Guilford               | 1674             | Maitland                                         | éteint 1682                 | |
| Comte de Sussex                 | 1674             | Lennard                                          | éteint 1715                 | |
| Comte de Plymouth               | 1675             | Fitzcharles                                      | éteint 1680                 | |
| Comte de March                  | 1675             | Gordon-Lennox                                    | existant                    | titre subsidiaire du duc de Richmond, créé duc de Lennox et comte de Darnley en Écosse au même moment, créé duc de Gordon et comte de Kinrara au Royaume-Uni en 1876 |
| Comte de Middlesex              | 1675             | Sackville                                        | éteint 1843                 | |
| Comte de Feversham              | 1676             | Duras, Sondes                                    | éteint 1709                 | |
| Comte de Burford                | 1676             | Beauclerk                                        | existant                    | créé duc de St Albans en 1684 |
| Comte de Macclesfield           | 1679             | Gerard                                           | éteint 1702                 | |
| Comte de Berkeley               | 1679             | Berkeley                                         | éteint 1942                 | |
| Comte de Conway                 | 1679             | Conway                                           | éteint 1683                 | |
| Comte d'Halifax                 | 1679             | Savile                                           | éteint 1700                 | |
| Comte de Radnor                 | 1679             | Robartes                                         | éteint 1757                 | |
| Comte d'Yarmouth                | 1679             | Paston                                           | éteint 1732                 | |
| Comte de Nottingham             | 1681             | Finch                                            | existant                    | aussi comte de Winchilsea à partir de 1729 |
| Comte d'Abingdon                | 1682             | Bertie                                           | existant                    | aussi comte de Lindsey à partir de 1938 |
| Comte d'Holderness              | 1682             | D'Arcy                                           | éteint 1778                 | |
| Comte de Gainsborough           | 1682             | Noel                                             | éteint 1798                 | |
| Comte de Plymouth               | 1682             | Windsor                                          | éteint 1843                 | |
| Comte de Tinmouth               | 1687             | Fitzjames                                        | confisqué 1695              | titre subsidiaire du duc de Berwick-upon-Tweed |
| Comte de Derwentwater           | 1688             | Radcliffe                                        | confisqué 1716              | |
| Comte de Stafford               | 1688             | Howard                                           | éteint 1762                 | |
| Comte de Brentford              | 1689             | Schomberg                                        | éteint 1719                 | titre subsidiaire du duc de Schomberg, créé marquis d'Harwich au même moment, créé duc de Leinster et comte de Bangor en Irlande en 1691 |
| Comte Fauconberg                | 1689             | Belasyse                                         | éteint 1700                 | aussi vicomte Fauconberg. |
| Comte de Kendal                 | 1689             | Oldenburg                                        | éteint 1708                 | titre subsidiaire du duc de Cumberland |
| Comte de Marlborough            | 1689             | Churchill                                        | existant                    | créé duc de Marlborough et marquis de Blandford en 1702, aussi comte de Sunderland à partir de 1733 |
| Comte de Montagu                | 1689             | Montagu                                          | éteint 1749                 | |
| Comte de Portland               | 1689             | Cavendish-Bentinck                               | existant                    | créé duc de Portland et marquis de Titchfield en Grande-Bretagne en 1716, ces titres s'éteignent en 1990 |
| Comte de Torrington             | 1689             | Herbert                                          | éteint 1716                 | |
| Comte de Monmouth               | 1689             | Mordaunt                                         | éteint 1814                 | |
| Comte de Scarbrough             | 1690             | Lumley                                           | existant                    | |
| Comte de Warrington             | 1690             | Booth                                            | éteint 1758                 | |
| Comte de Bradford               | 1694             | Newport                                          | éteint 1762                 | |
| Comte de Romney                 | 1694             | Sydney                                           | éteint 1704                 | |
| Comte de Tankerville            | 1695             | Grey                                             | éteint 1701                 | |
| Comte d'Albemarle               | 1697             | Keppel                                           | existant                    | |
| Comte de Coventry               | 1697             | Coventry                                         | existant                    | |
| Comte de Jersey                 | 1697             | Child-Villiers                                   | existant                    | |
| Comte d'Orford                  | 1697             | Russell                                          | éteint 1727                 | |
| Comte de Grantham               | 1698             | de Nassau, Nassau, de Auverquerque               | éteint 1754                 | |
| Comte de Greenwich              | 1705             | Campbell                                         | éteint 1743                 | |
| Comte de Milford Haven          | 1706             | Maison d'Este                                    | éteint 1727                 | titre subsidiaire du duc de Cambridge, créé marquis de Cambridge au même moment |
| Comte d'Harold                  | 1706             | Grey                                             | éteint 1741                 | titre subsidiaire du marquis de Kent, aussi comte de Kent, créé duc de Kent en Grande-Bretagne en 1710 et marquis Grey en Grande-Bretagne en 1740 |
| Comte Poulett                   | 1706             | Poulett                                          | éteint 1973                 | |
| Comte de Cholmondeley           | 1706             | Cholmondeley                                     | existant                    | créé marquis de Cholmondeley et comte de Rocksavage au Royaume-Uni en 1815 |
| Comte de Godolphin              | 1706             | Godolphin                                        | éteint 1766                 | |
| Comte de Wharton                | 1706             | Wharton                                          | éteint 1731                 | créé marquis de Catherlough, marquis de Wharton et marquis de Malmesbury en 1715; créé duc de Wharton en 1718 |
| Comte de Bindon                 | 1706             | Howard                                           | éteint 1722                 | aussi comte de Suffolk à partir de 1709 |

## Comtes dans la pairie d'Écosse (1072-1707)
| Titre                              | Date de création | Titulaire                              | Statut         | Notes |
| ---------------------------------- | ---------------- | -------------------------------------- | -------------- | --- |
| Comte de Dunbar                    | 1072             | de Dunbar                              | confisqué 1435 | |
| Comte de Fife                      | 1107             | unknown                                | éteint 1120    | |
| Comte d'Angus                      | 1115             | Gilchrist                              | éteint 1381    | |
| Comte d'Atholl                     | 1115             | Strathbogie                            | éteint 1314    | |
| Comte de Mar                       | 1115             | Mar                                    | existant       | |
| Comte de Strathearn                | 1115             | Malise                                 | confisqué 1332 | |
| Comte de Fife                      | 1120             | unknown                                | éteint 1128    | |
| Comte de Fife                      | 1129             | Macduff, Stewart                       | éteint 1425    | |
| Comte de Ross                      | 1157             | MacHeth                                | éteint 1163    | |
| Comte de Menteith                  | bef. 1164        | Menteith, Stewart                      | éteint 1425    | |
| Comte de Lennox                    | 1184             | Mcarkill                               | éteint 1459    | |
| Comte de Carrick                   | 1186             | Bruce                                  | éteint 1306    | |
| Comte de Ross                      | 1215             | MacTaggart, de Ross, Leslie, Macdonald | rendu 1476     | |
| Comte de Buchan                    | 1221             | Cumyn                                  | confisqué 1320 | |
| Comte de Sutherland                | 1230             | Sutherland, Egerton                    | existant       | aussi duc de Sutherland et marquis de Stafford au Royaume-Uni et comte Gower en Grande-Bretagne à partir de 1839 jusqu'à 1963 |
| Comte d'Angus                      | 1297             | Umfraville                             | éteint 1381    | |
| Comte d'Atholl                     | 1314             | Campbell                               | abandonné 1333 | |
| Comte de Carrick                   | 1314             | Bruce                                  | éteint 1371    | |
| Comte de Moray                     | 1314             | Randolph, Dunbar, Stuart               | confisqué 1455 | |
| Comte d'Angus                      | 1330             | Stuart                                 | existant       | |
| Comte de Caithness                 | 1334             | Strathearn                             | confisqué 1335 | |
| Comte d'Atholl                     | 1341             | Douglas                                | éteint 1371    | |
| Comte de Fleming                   | 1341             | Fleming                                | éteint 1747    | |
| Comte de Wigton                    | 1341             | Fleming                                | éteint 1371    | |
| Comte de Strathearn                | 1343             | Moray                                  | abandonné 1346 | |
| Comte de Douglas                   | 1357             | Douglas                                | confisqué 1456 | |
| Comte de Strathearn                | 1358             | Stewart                                | confisqué 1437 | |
| Comte de Moray                     | 1359             | Plantagenet                            | éteint 1361    | |
| Comte de Carrick                   | 1361             | Cunynghame                             | éteint 1363    | |
| Comte de Buchan                    | 1374             | Stewart                                | éteint 1425    | |
| Comte de Caithness                 | 1375             | Stewart                                | confisqué 1437 | |
| Comte d'Angus                      | 1389             | Douglas                                | existant       | |
| Comte de Carrick                   | 1390             | Stewart                                | éteint         | |
| Comte de Crawford                  | 1398             | Lindsay                                | existant       | aussi comte de Balcarres à partir de 1652 |
| Comte de Carrick                   | 1398             | Stewart                                | existant       | |
| Comte de Menteith                  | 1427             | Graham                                 | confisqué 1633 | |
| Comte de Strathearn                | 1427             | Graham                                 | éteint 1427    | |
| Comte d'Avondale                   | 1437             | Douglas                                | confisqué 1456 | |
| Comte de Huntly                    | 1445             | Gordon                                 | existant       | créé marquis de Huntly et comte d'Enzie en 1599, créé duc de Gordon en 1684, ce titre s'éteint en 1836, créé comte de Norwich en Grande-Bretagne en 1784, ce titre s'éteint en 1836, aussi comte d'Aboyne à partir de 1836                                                                          |
| Comte d'Ormonde                    | 1445             | Douglas                                | confisqué 1455 | |
| Comte de Caithness                 | 1452             | Crichton                               | éteint 1455    | |
| Comte d'Erroll                     | 1453             | Hay                                    | existant       | |
| Comte de Caithness                 | 1455             | Sinclair                               | existant       | |
| Comte d'Argyll                     | 1457             | Campbell                               | existant       | créé duc d'Argyll, marquis de Kintyre et Lorne et comte de Campbell et Cowall en 1701, aussi comte d'Ilay à partir de 1743 jusqu'à 1761, créé duc d'Argyll au Royaume-Uni en 1892 |
| Comte d'Atholl                     | 1457             | Stewart                                | abandonné 1595 | |
| Comte de Morton                    | 1458             | Douglas                                | existant       | |
| Comte de Rothes                    | 1458             | Leslie                                 | existant       | |
| Comte Marischal                    | 1458             | Keith                                  | confisqué 1715 | |
| Comte de Mar et Garioch            | 1459             | Stewart                                | éteint 1479    | |
| Comte d'Arran                      | 1467             | Boyd                                   | confisqué 1469 | |
| Comte de Buchan                    | 1469             | Stewart, Erskine                       | existant       | |
| Comte de Ross                      | 1481             | Stewart                                | éteint 1504    | créé duc de Ross en 1488. |
| Comte de Mar et Garioch            | 1483             | Stewart                                | confisqué 1483 | aussi duc d'Albany |
| Comte de Mar et Garioch            | 1486             | Stewart                                | éteint 1503    | |
| Comte de Glencairn                 | 1488             | Cunynghame                             | éteint 1796    | |
| Comte de Bothwell                  | 1488             | Hepburn                                | confisqué 1567 | créé duc d'Orkney et marquis de Fife en 1567 |
| Comte d'Ardmenach                  | 1488             | Stewart                                | éteint 1504    | titre subsidiaire du duc de Ross, créé marquis d'Ormonde au même moment |
| Comte de Lennox                    | 1488             | Stewart                                | éteint 1672    | |
| Comte de Moray                     | 1501             | Stewart                                | éteint 1544    | |
| Comte d'Arran                      | 1503             | Hamilton                               | dormant        | |
| Comte de Montrose                  | 1503             | Graham                                 | existant       | créé marquis de Montrose en 1644 et duc de Montrose, marquis de Graham et Buchanan et comte de Kincardine en 1707, aussi comte Graham de Belford en Grande-Bretagne à partir de 1742 |
| Comte d'Eglinton                   | 1508             | Montgomerie                            | existant       | créé comte de Winton au Royaume-Uni en 1859 |
| Comte de Cassilis                  | 1509             | Kennedy                                | existant       | créé marquis d'Ailsa au Royaume-Uni en 1831 |
| Comte de Moray                     | 1562             | Stuart                                 | existant       | |
| Comte de Mar                       | 1565             | Erskine                                | existant       | aussi comte de Kellie |
| Comte d'Arran                      | 1581             | Stewart                                | returned 1585  | voir Lord Ochiltree |
| Comte de Darnley                   | 1581             | Stewart                                | éteint 1672    | |
| Comte de Gowrie                    | 1581             | Ruthven                                | confisqué 1600 | |
| Comte d'Orkney                     | 1581             | Stewart                                | confisqué 1614 | |
| Comte de March                     | 1582             | Stewart                                | éteint 1672    | |
| Comte de Morton                    | 1585             | Maxwell                                | confisqué 1716 | |
| Comte de Bothwell                  | 1587             | Stewart                                | confisqué 1624 | |
| Comte d'Atholl                     | 1596             | Stewart                                | abandonné 1625 | |
| Comte d'Enzie                      | 1599             | Gordon                                 | existant       | titre subsidiaire du marquis de Huntly, aussi comte de Huntly, créé duc de Gordon en 1684, ce titre s'éteint en 1836, créé comte de Norwich en Grande-Bretagne en 1784, ce titre s'éteint en 1836, aussi comte d'Aboyne à partir de 1836                                                            |
| Comte de Linlithgow                | 1600             | Livingston                             | confisqué 1716 | |
| Comte de Wintoun                   | 1600             | Seton                                  | confisqué 1716 | |
| Comte d'Home                       | 1605             | Douglas-Home                           | existant       | |
| Comte de Perth                     | 1605             | Drummond                               | existant       | |
| Comte de Dunbar                    | 1605             | Home                                   | éteint 1611    | |
| Comte de Dunfermline               | 1605             | Seton                                  | éteint 1694    | |
| Comte de Wigton                    | 1606             | Fleming                                | éteint 1747    | |
| Comte d'Abercorn                   | 1606             | Hamilton                               | existant       | créé marquis d'Abercorn en Grande-Bretagne en 1790 et duc d'Abercorn en Irlande et marquis d'Hamilton au Royaume-Uni en 1868 |
| Comte de Kinghorne                 | 1606             | Lyon                                   | existant       | Désignation changé en comte de Strathmore et Kinghorne en 1677, et comte de Strathmore et Kinghorne au Royaume-Uni en 1937 |
| Comte de Lothian                   | 1606             | Kerr                                   | existant       | créé comte de Lothian en 1631, aussi comte d'Ancram à partir de 1690, créé marquis de Lothian en 1701 |
| Comte de Tullibardine              | 1606             | Murray                                 | éteint 1670    | |
| Comte de Roxburghe                 | 1616             | Ker                                    | existant       | créé duc de Roxburghe, marquis de Bowmont et Cessford et comte de Kelso en 1707, aussi comte Ker en Grande-Bretagne à partir de 1741 jusqu'à 1804, créé comte Innes au Royaume-Uni en 1837 |
| Comte de Kellie                    | 1619             | Erskine                                | existant       | aussi comte de Mar |
| Comte de Buccleuch                 | 1619             | Scott                                  | existant       | créé duc de Buccleuch et comte de Dalkeith en 1663, aussi comte de Doncaster en Angleterre à partir de 1743 et duc de Queensberry, marquis de Dumfriesshire et comte de Drumlanrig et Sanquhar à partir de 1810                                                                                     |
| Comte de Melrose                   | 1619             | Baillie-Hamilton                       | abandonné 1627 | |
| Comte de Melrose                   | 1619             | Hamilton                               | éteint 1627    | |
| Comte de Nithsdale                 | 1620             | Maxwell                                | confisqué 1716 | |
| Comte de Galloway                  | 1623             | Stewart                                | existant       | |
| Comte de Seaforth                  | 1623             | Mackenzie                              | éteint 1815    | |
| Comte de Lauderdale                | 1624             | Maitland                               | existant       | |
| Comte d'Annandale                  | 1624             | Murray                                 | éteint 1658    | |
| Comte d'Haddington                 | 1627             | Baillie-Hamilton                       | existant       | |
| Comte de Tullibardine              | 1628             | Murray                                 | existant       | créé marquis d'Atholl et comte de Tullibardine en 1676 et duc d'Atholl, marquis de Tullibardine et comte de Strathtay et Strathardle en 1703 |
| Comte d'Atholl                     | 1629             | Murray                                 | existant       | créé marquis d'Atholl et comte de Tullibardine en 1676 et duc d'Atholl, marquis de Tullibardine et comte de Strathtay et Strathardle en 1703 |
| Comte de Carrick                   | 1630             | Stewart                                | éteint 1652    | |
| Comte de Lothian                   | 1631             | Kerr                                   | existant       | aussi comte de Lothian, aussi comte d'Ancram à partir de 1690, créé marquis de Lothian en 1701 |
| Comte de Lindsay                   | 1633             | Lindsay-Crawford                       | existant       | |
| Comte de Loudoun                   | 1633             | Campbell                               | existant       | |
| Comte de Kinnoull                  | 1633             | Hay                                    | existant       | |
| Comte de Dumfries                  | 1633             | Crichton-Stuart                        | existant       | aussi marquis de Bute et comte de Windsor en Grande-Bretagne et comte de Bute à partir de 1814 |
| Comte de Queensberry               | 1633             | Douglas                                | existant       | créé marquis de Queensberry en 1682, créé duc de Queensberry, marquis de Dumfriesshire et comte de Drumlanrig et Sanquhar en 1684, ces titres sont séparés 1810 |
| Comte de Stirling                  | 1633             | Alexander                              | éteint 1739    | |
| Comte d'Elgin                      | 1633             | Bruce                                  | existant       | créé comte d'Ailesbury en Angleterre en 1664, ce titre s'éteint en 1747, aussi comte de Kincardine à partir de 1747 |
| Comte de Southesk                  | 1633             | Carnegie                               | existant       | |
| Comte d'Ancram                     | 1633             | Kerr                                   | existant       | aussi comte de Lothian et comte de Lothian, créé marquis de Lothian en 1701 |
| Comte de Wemyss                    | 1633             | Wemyss                                 | existant       | aussi comte de March à partir de 1810 |
| Comte de Dalhousie                 | 1633             | Ramsay                                 | existant       | |
| Comte d'Airth                      | 1633             | Graham                                 | éteint 1694    | |
| Comte de Findlater                 | 1638             | Ogilvy                                 | éteint 1811    | |
| Comte d'Airlie                     | 1639             | Ogilvy                                 | existant       | |
| Comte de Carnwath                  | 1639             | Dalzell                                | éteint 1941    | |
| Comte de Leven                     | 1641             | Leslie                                 | existant       | aussi comte de Melville à partir de 1707 |
| Comte de Calendar                  | 1641             | Livingston                             | confisqué 1716 | |
| Comte d'Irvine                     | 1642             | Campbell                               | éteint 1660    | |
| Comte de Forth                     | 1642             | Ruthven                                | éteint 1651    | |
| Comte d'Arran, Lanark et Cambridge | 1643             | Hamilton                               | existant       | titre subsidiaire du duc d'Hamilton, créé marquis de Clydesdale au même moment, aussi marquis de Douglas et comte d'Angus, créé duc de Brandon en Grande-Bretagne en 1711 |
| Comte de Dysart                    | 1643             | Murray, Greaves                        | existant       | |
| Comte d'Hartfell                   | 1643             | Johnstone                              | éteint 1808    | |
| Comte de Kincardine                | 1644             | Graham                                 | statut?        | titre subsidiaire du marquis de Montrose. |
| Comte de Selkirk                   | 1646             | Douglas-Hamilton                       | existant       | aussi duc d'Hamilton, marquis de Douglas, marquis de Clydesdale, comte d'Angus et comte d'Arran, Lanark et Cambridge jusqu'à 1694 et à partir de 1886 jusqu'à 1940 et duc de Brandon en Grande-Bretagne à partir de 1886 jusqu'à 1940                                                               |
| Comte de Dirletoun                 | 1646             | Maxwell                                | éteint         | |
| Comte de Panmure                   | 1646             | Maule                                  | confisqué 1715 | |
| Comte de Northesk                  | 1647             | Carnegie                               | existant       | |
| Comte de Kincardine                | 1647             | Bruce                                  | existant       | aussi comte d'Elgin à partir de 1747 |
| Comte de Balcarres                 | 1651             | Lindsay                                | existant       | aussi comte de Crawford à partir de 1652 |
| Comte d'Ormonde                    | 1651             | Douglas                                | éteint 1715    | créé comte de Forfar en 1661 |
| Comte d'Aboyne                     | 1660             | Gordon                                 | existant       | aussi marquis de Huntly, comte de Huntly et comte d'Enzie à partir de 1836 |
| Comte de Newburgh                  | 1660             | Livingston                             | existant       | titre subsidiaire du prince Rospigliosi |
| Comte de Dundee                    | 1660             | Scrimgeour                             | existant       | |
| Comte de Middleton                 | 1660             | Middleton                              | confisqué 1695 | |
| Comte de Tarras                    | 1660             | Scott                                  | éteint 1693    | |
| Comte de Kilmarnock                | 1661             | Boyd                                   | confisqué 1746 | |
| Comte de Forfar                    | 1661             | Douglas                                | éteint 1715    | aussi comte d'Ormonde en 1651 |
| Comte d'Annandale et Hartfell      | 1662             | Johnstone                              | existant       | |
| Comte de Dalkeith                  | 1663             | Scott                                  | existant       | titre subsidiaire du duc de Buccleuch, aussi comte de Buccleuch, aussi comte de Doncaster en Angleterre à partir de 1743, aussi duc de Queensberry, marquis de Dumfriesshire et comte de Drumlanrig et Sanquhar à partir de 1810                                                                    |
| Comte de Dalkeith                  | 1663             | Scott                                  | confisqué 1685 | titre subsidiaire du duc de Buccleuch, aussi duc de Monmouth et comte de Doncaster en Angleterre |
| Comte de Teviot                    | 1663             | Rutherford                             | éteint 1664    | |
| Comte de Dundonald                 | 1669             | Cochrane                               | existant       | |
| Comte de Dumbarton                 | 1675             | Douglas                                | éteint 1749    | |
| Comte de Darnley                   | 1675             | Gordon-Lennox                          | existant       | titre subsidiaire du duc de Lennox, créé duc de Richmond et comte de March en Angleterre au même moment, créé duc de Gordon et comte de Kinrara au Royaume-Uni en 1876 |
| Comte de Tullibardine              | 1676             | Murray                                 | existant       | titre subsidiaire du marquis d'Atholl, aussi comte d'Atholl, créé duc d'Atholl, marquis de Tullibardine et comte de Strathtay et Strathardle en 1703 |
| Comte de Kintore                   | 1677             | Keith-Falconer                         | existant       | |
| Comte de Breadalbane et Holland    | 1677             | Campbell                               | existant       | créé marquis de Breadalbane et comte d'Ormelie au Royaume-Uni en 1831, ces titres s'éteignent en 1862, créé marquis de Breadalbane et comte d'Ormelie au Royaume-Uni en 1885, ces titres s'éteignent en 1922                                                                                        |
| Comte d'Aberdeen                   | 1682             | Gordon                                 | existant       | créé marquis d'Aberdeen et Temair et comte d'Haddo au Royaume-Uni en 1916 |
| Comte de Traquair                  | 1683             | Stuart                                 | éteint 1861    | |
| Comte de Melfort                   | 1686             | Drummond                               | éteint 1902    | |
| Comte de Dunmore                   | 1686             | Murray                                 | existant       | |
| Comte de Melville                  | 1690             | Melville                               | existant       | aussi comte de Leven à partir de 1707 |
| Comte de Gifford                   | 1694             | Hay                                    | existant       | titre subsidiaire du marquis de Tweeddale |
| Comte d'Orkney                     | 1696             | Hamilton, Fitz-Maurice                 | existant       | |
| Comte de Ruglen                    | 1697             | Hamilton                               | éteint 1810    | |
| Comte de March                     | 1697             | Douglas                                | existant       | aussi comte de Wemyss à partir de 1810 |
| Comte de Marchmont                 | 1697             | Hume                                   | éteint 1794    | |
| Comte de Campbell et Cowall        | 1701             | Campbell                               | existant       | titre subsidiaire du duc d'Argyll, créé marquis de Kintyre et Lorne au même moment, aussi comte d'Ilay à partir de 1743 jusqu'à 1761, créé duc d'Argyll au Royaume-Uni en 1892 |
| Comte de Seafield                  | 1701             | Ogilvie                                | existant       | |
| Comte de Stair                     | 1703             | Dalrymple                              | existant       | |
| Comte de Rosebery                  | 1703             | Primrose                               | existant       | créé comte de Midlothian au Royaume-Uni en 1911 |
| Comte de Glasgow                   | 1703             | Boyle                                  | existant       | |
| Comte de Portmore                  | 1703             | Colyear                                | éteint 1835    | |
| Comte de Bute                      | 1703             | Crichton-Stuart                        | existant       | créé marquis de Bute et comte de Windsor en Grande-Bretagne en 1796, aussi comte de Dumfries à partir de 1814 |
| Comte d'Hopetoun                   | 1703             | Hope                                   | existant       | créé marquis de Linlithgow au Royaume-Uni en 1902 |
| Comte de Strathtay et Strathardle  | 1703             | Murray                                 | existant       | titre subsidiaire du duc d'Atholl, créé marquis de Tullibardine au même moment, aussi marquis d'Atholl, comte d'Atholl et comte de Tullibardine |
| Comte de Cromarty                  | 1703             | Mackenzie                              | confisqué 1745 | |
| Comte de Drumlanrig et Sanquhar    | 1706             | Douglas                                | existant       | titre subsidiaire du duc de Queensberry, créé marquis de Dumfriesshire au même moment, aussi marquis de Queensberry et comte de Queensberry jusqu'à 1810, aussi duc de Buccleuch, comte de Buccleuch et comte de Dalkeith à partir de 1810, aussi comte de Doncaster en Angleterre à partir de 1810 |
| Comte de Deloraine                 | 1706             | Scott                                  | éteint 1807    | |
| Comte d'Ilay                       | 1706             | Campbell                               | éteint 1761    | aussi duc d'Argyll, marquis de Kintyre et Lorne, comte d'Argyll et comte de Campbell et Cowall à partir de 1743 |
| Comte de Solway                    | 1706             | Douglas                                | éteint 1778    | |
| Comte de Kincardine                | 1707             | Graham                                 | existant       | titre subsidiaire du duc de Montrose, créé marquis de Graham et Buchanan au même moment, aussi marquis de Montrose et comte de Montrose, aussi comte Graham de Belford en Grande-Bretagne à partir de 1722                                                                                          |
| Comte de Kelso                     | 1707             | Ker                                    | existant       | titre subsidiaire du duc de Roxburghe, créé marquis de Bowmont et Cessford au même moment, aussi comte de Roxburghe, aussi comte Ker en Grande-Bretagne à partir de 1741 jusqu'à 1804, créé comte Innes au Royaume-Uni en 1837                                                                      |

## Comtes dans la pairie de Grande-Bretagne (1707-1801)
| Titre                      | Date de création | Titulaire                                | Statut      | Notes |
| -------------------------- | ---------------- | ---------------------------------------- | ----------- | --- |
| Comte d'Oxford et Mortimer | 1711             | Harley                                   | éteint 1853 | |
| Comte Ferrers              | 1711             | Shirley                                  | existant    | |
| Comte de Dartmouth         | 1711             | Legge                                    | existant    | |
| Comte de Strafford         | 1711             | Wentworth                                | éteint 1799 | |
| Comte Granville            | 1714             | Carteret                                 | éteint 1776 | |
| Comte d'Aylesford          | 1714             | Finch-Knightly                           | existant    | |
| Comte de Bristol           | 1714             | Hervey                                   | existant    | créé marquis de Bristol et comte Jermyn au Royaume-Uni en 1826                                                                                                 |
| Comte de Carnarvon         | 1714             | Brydges                                  | éteint 1789 | créé duc de Chandos et marquis de Carnarvon en 1719 |
| Comte de Rockingham        | 1714             | Watson-Wentworth                         | éteint 1745 | |
| Comte de Tankerville       | 1714             | Bennet                                   | existant    | |
| Comte d'Uxbridge           | 1714             | Paget                                    | éteint 1769 | |
| Comte de Clare             | 1714             | Holles-Pelham                            | éteint 1768 | créé duc de Newcastle-upon-Tyne en 1715 et duc de Newcastle-under-Lyme en 1756                                                                                 |
| Comte d'Halifax            | 1714             | Montagu                                  | éteint 1715 | |
| Comte d'Halifax            | 1715             | Montagu                                  | éteint 1772 | |
| Comte de Sussex            | 1717             | Yelverton                                | éteint 1799 | |
| Comte Stanhope             | 1718             | Stanhope                                 | éteint 1967 | |
| Comte Cadogan              | 1718             | Cadogan                                  | éteint 1726 | |
| Comte Cowper               | 1718             | Cowper                                   | éteint 1905 | |
| Comte Coningsby            | 1719             | Coningsby                                | éteint 1761 | |
| Comte d'Harborough         | 1719             | Sherard                                  | éteint 1859 | |
| Comtesse de Feversham      | 1719             | Schulenburg                              | éteint 1743 | titre subsidiaire du duchesse de Kendal, aussi duchesse de Munster, marquise de Dungannon et comtesse de Dungannon en Irlande, titre à vie seulement           |
| Comte Castleton            | 1720             | Saunderson                               | éteint 1723 | |
| Comte de Macclesfield      | 1721             | Parker                                   | existant    | |
| Comte de Pomfret           | 1721             | Fermor                                   | éteint 1867 | |
| Comte Graham de Belford    | 1722             | Graham                                   | existant    | aussi duc de Montrose, marquis de Montrose, marquis de Graham et Buchanan, comte de Montrose et comte de Kincardine à partir de 1742                           |
| Comte Ker                  | 1722             | Ker                                      | éteint 1804 | aussi duc de Roxburghe, marquis de Bowmont et Cessford, comte de Roxburghe et comte de Kelso en Écosse à partir de 1741 jusqu'à 1804                           |
| Comtesse de Darlington     | 1722             | Kielmansegge                             | éteint 1730 | aussi comtesse de Leinster en Irlande, titre à vie seulement                                                                                                   |
| Comtesse de Walsingham     | 1722             | Schulenberg                              | éteint 1778 | titre à vie seulement |
| Comte d'Eltham             | 1726             | Maison d'Este                            | éteint 1760 | titre subsidiaire du duc d'Édimbourg, créé marquis de l'île d'Ely au même moment                                                                               |
| Comte de Kennington        | 1726             | Maison d'Este                            | éteint 1765 | titre subsidiaire du duc de Cumberland |
| Comte Waldegrave           | 1729             | Waldegrave                               | existant    | |
| Comte d'Ashburnham         | 1730             | Ashburnham                               | éteint 1924 | |
| Comte de Wilmington        | 1730             | Compton                                  | éteint 1743 | |
| Comte Fitzwalter           | 1730             | Mildmay                                  | éteint 1756 | |
| Comte d'Effingham          | 1731             | Howard                                   | éteint 1816 | |
| Comte de Malton            | 1734             | Watson-Wentworth                         | éteint 1782 | créé marquis de Rockingham en 1746 |
| Comtesse Yarmouth          | 1740             | Walmoden                                 | éteint 1765 | titre à vie seulement |
| Comte d'Harrington         | 1742             | Stanhope                                 | existant    | |
| Comte de Bath              | 1742             | Pulteney                                 | éteint 1764 | |
| Comte d'Orford             | 1742             | Walpole                                  | éteint 1797 | |
| Comte de Portsmouth        | 1743             | Wallop                                   | existant    | |
| Comte de Leicester         | 1744             | Coke                                     | éteint 1759 | |
| Comte Clinton              | 1746             | Fortescue                                | éteint 1751 | |
| Comte Brooke               | 1746             | Greville                                 | existant    | créé comte de Warwick en 1759 |
| Comte Gower                | 1746             | Leveson-Gower                            | existant    | créé marquis de Stafford au Royaume-Uni en 1786 et duc de Sutherland au Royaume-Uni en 1833, aussi comte de Sutherland en Écosse à partir de 1839 jusqu'à 1963 |
| Comte de Buckinghamshire   | 1746             | Hobart                                   | existant    | |
| Comte Fitzwilliam          | 1746             | Wentworth-Fitzwilliam                    | éteint 1979 | aussi comte Fitzwilliam en Irlande |
| Comte de Powis             | 1748             | Herbert                                  | éteint 1801 | |
| Comte de Northumberland    | 1749             | Percy-Seymour                            | existant    | créé duc de Northumberland et comte Percy en 1766, aussi comte de Beverley à partir de 1865                                                                    |
| Comte Harcourt             | 1749             | Harcourt                                 | éteint 1830 | |
| Comte d'Egremont           | 1749             | Seymour                                  | éteint 1750 | |
| Comte Temple               | 1749             | Temple-Nugent-Brydges- Chandos-Grenville | éteint 1889 | |
| Comte d'Hertford           | 1750             | Seymour                                  | existant    | créé marquis d'Hertford et comte d'Yarmouth en 1793 |
| Comte d'Egremont           | 1750             | Wyndham                                  | éteint 1845 | |
| Comte de Guilford          | 1752             | North                                    | existant    | |
| Comte Cornwallis           | 1753             | Cornwallis                               | éteint 1852 | créé marquis Cornwallis en 1792 |
| Comte d'Hardwicke          | 1754             | Yorke                                    | existant    | |
| Comte de Darlington        | 1754             | Vane, Powlett                            | éteint 1891 | |
| Comte Fauconberg           | 1756             | Belasyse                                 | éteint 1802 | aussi vicomte Fauconberg |
| Comte d'Ilchester          | 1756             | Fox-Strangways                           | existant    | |
| Comte de Warwick           | 1759             | Greville                                 | existant    | aussi comte Brooke |
| Comte Ludlow               | 1760             | Ludlow                                   | éteint 1842 | |
| Comte de la Warr           | 1761             | West                                     | existant    | |
| Comte Talbot d'Hensol      | 1761             | Talbot                                   | éteint 1782 | |
| Comte de Northington       | 1764             | Henley                                   | éteint 1786 | |
| Comte de Radnor            | 1765             | de Bouverie                              | existant    | |
| Comte Spencer              | 1765             | Spencer                                  | existant    | |
| Comte Percy                | 1766             | Percy-Seymour                            | existant    | titre subsidiaire du duc de Northumberland, aussi comte de Northumberland, aussi comte de Beverley à partir de 1865                                            |
| Comte Ligonier             | 1766             | Ligonier                                 | éteint 1770 | |
| Comte de Chatham           | 1766             | Pitt                                     | éteint 1835 | |
| Comte Bathurst             | 1772             | Bathurst                                 | existant    | |
| Comte d'Hillsborough       | 1772             | Hill                                     | existant    | aussi comte d'Hillsborough en Irlande, créé marquis de Downshire en Irlande en 1789                                                                            |
| Comte d'Ailesbury          | 1776             | Bruce                                    | existant    | créé marquis d'Ailesbury et comte Bruce au Royaume-Uni en 1821, aussi comte de Cardigan en Angleterre à partir de 1856                                         |
| Comte de Clarendon         | 1776             | Villiers                                 | existant    | |
| Comte de Mansfield         | 1776             | Murry                                    | existant    | créé comte de Mansfield en 1792 |
| Comte de Norwich           | 1784             | Gordon                                   | éteint 1836 | aussi duc de Gordon, marquis de Huntly, comte de Huntly et comte d'Enzie en Écosse                                                                             |
| Comte d'Abergavenny        | 1784             | Nevill                                   | existant    | créé marquis d'Abergavenny et comte de Lewes au Royaume-Uni en 1876                                                                                            |
| Comte d'Uxbridge           | 1784             | Paget                                    | existant    | créé marquis d'Anglesey au Royaume-Uni en 1815 |
| Comte Talbot d'Hensol      | 1784             | Chetwynd-Talbot                          | existant    | aussi comte de Shrewsbury en Angleterre et comte de Waterford en Irlande à partir de 1856                                                                      |
| Comte Grosvenor            | 1784             | Grosvenor                                | existant    | créé marquis de Westminster en 1831 et duc de Westminster en 1874                                                                                              |
| Comte de Beaulieu          | 1784             | Hussey Montagu                           | éteint 1802 | |
| Comte de Wycombe           | 1784             | Petty-Fitzmaurice                        | existant    | titre subsidiaire du marquis de Lansdowne, aussi comte de Shelburne en Irlande, aussi comte de Kerry en Irlande à partir de 1818                               |
| Comte de Leicester         | 1784             | Townshend                                | éteint 1855 | |
| Comte de Lonsdale          | 1784             | Lowther                                  | éteint 1802 | |
| Comte de Lowther           | 1784             | Lowther                                  | éteint 1802 | |
| Comte Camden               | 1786             | Pratt                                    | existant    | créé marquis Camden et comte de Brecknock au Royaume-Uni en 1812                                                                                               |
| Comte Strange              | 1786             | Stewart-Murray                           | éteint 1957 | |
| Comte Howe                 | 1788             | Howe                                     | éteint 1799 | |
| Comte de Munster           | 1789             | Maison d'Este                            | éteint 1830 | titre subsidiaire du duc de Clarence |
| Comte de Mount Edgcumbe    | 1789             | Edgcumbe                                 | existant    | |
| Comte Fortescue            | 1789             | Fortescue                                | existant    | |
| Comte de Beverley          | 1790             | Percy-Seymour                            | existant    | aussi duc de Northumberland, comte de Northumberland et comte Percy à partir de 1865                                                                           |
| Comte Digby                | 1790             | Digby                                    | éteint 1856 | |
| Comte de Dorchester        | 1792             | Damer                                    | éteint 1808 | |
| Comte de Mansfield         | 1792             | Murry                                    | existant    | aussi comte de Mansfield |
| Comte de Carnarvon         | 1793             | Herbert                                  | existant    | |
| Comte d'Yarmouth           | 1793             | Seymour                                  | existant    | titre subsidiaire du marquis d'Hertford, aussi comte d'Hertford                                                                                                |
| Comte de Kilkenny          | 1793             | Butler                                   | éteint 1846 | |
| Comte de Windsor           | 1796             | Crichton-Stuart                          | existant    | titre subsidiaire du marquis de Bute, aussi comte de Bute en Écosse, aussi comte de Dumfries en Écosse à partir de 1814                                        |
| Comte de Liverpool         | 1796             | Jenkinson                                | éteint 1851 | |
| Comte de Warrington        | 1796             | Grey                                     | éteint 1883 | |
| Comte St Vincent           | 1797             | Jervis                                   | éteint 1823 | |
| Comte Cadogan              | 1800             | Cadogan                                  | existant    | |
| Comte de Malmesbury        | 1800             | Harris                                   | existant    | |

## Comtes dans la pairie d'Irlande (1205-1831)
| Titre                           | Date de création | Titulaire                                    | Statut                      | Notes |
| ------------------------------- | ---------------- | -------------------------------------------- | --------------------------- | --- |
| Comte d'Ulster                  | 1205             | de Lacy                                      | éteint 1243                 | |
| Comte d'Ulster                  | 1264             | de Burgh, Plantagenet, Mortimer, Plantagenet | rattaché à la couronne 1461 | |
| Comte de Carrick                | 1315             | Butler                                       | éteint 1321                 | |
| Comte de Kildare                | 1316             | FitzGerald                                   | existant                    | créé marquis de Kildare et comte d'Offaly en 1761 et duc de Leinster en 1766 |
| Comte de Louth                  | 1319             | Bermingham                                   | éteint 1329                 | |
| Comte d'Ormonde                 | 1328             | Butler                                       | dormant depuis 1997         | créé comte d'Ossory en 1538, ce titre est dormant depuis 1997, créé marquis d'Ormonde en 1642, ce titre est éteint 1758, créé comte de Brecknock en Angleterre en 1660, ce titre confisqué 1715, créé duc d'Ormonde en 1661, créé duc d'Ormonde en Angleterre en 1682, ce titre confisqué 1715, créé marquis d'Ormonde en 1816, ce titre est éteint 1820, créé marquis d'Ormonde en 1825, ce titre est éteint 1997 |
| Comte de Desmond                | 1329             | FitzGerald                                   | confisqué 1601              | |
| Comte de Waterford              | 1446             | Talbot                                       | existant                    | créé comte de Shrewsbury en Angleterre au même moment, aussi comte Talbot d'Hensol en Grande-Bretagne à partir de 1856 |
| Comte de Wexford                | 1446             | Talbot                                       | existant                    | |
| Comte de Gowran                 | 1476             | Butler                                       | éteint 1677                 | |
| Comte d'Ossory                  | 1528             | Butler                                       | dormant depuis 1997         | créé comte d'Ossory en 1538, ce titre est dormant depuis 1997, créé marquis d'Ormonde en 1642, ce titre est éteint 1758, créé comte de Brecknock en Angleterre en 1660, ce titre confisqué 1715, créé duc d'Ormonde en 1661, créé duc d'Ormonde en Angleterre en 1682, ce titre confisqué 1715, créé marquis d'Ormonde en 1816, ce titre est éteint 1820, créé marquis d'Ormonde en 1825, ce titre est éteint 1997 |
| Comte d'Ormonde                 | 1529             | Boleyne                                      | éteint 1538                 | créé comte de Wiltshire en Angleterre au même moment |
| Comte de Tyrone                 | 1542             | O'Neill                                      | confisqué 1608              | |
| Comte de Clanricarde            | 1543             | de Burgh-Canning                             | éteint 1916                 | créé marquis de Clanricarde en 1785, ce titre est éteint 1797, créé marquis de Clanricarde en 1825 |
| Comte de Thomond                | 1543             | O'Brien                                      | éteint 1741                 | |
| Comte de Clancare               | 1556             | McCarthy                                     | abandonné 1597              | |
| Comte d'Ormonde                 | 1602             | Butler                                       | éteint 1613                 | |
| Comte de Tyrconnell             | 1603             | O'Donnell                                    | confisqué 1608              | |
| Comte de Castlehaven            | 1616             | Touchet                                      | éteint 1777                 | |
| Comte de Cork                   | 1620             | Boyle                                        | existant                    | aussi comte d'Orrery à partir de 1753 |
| Comte d'Antrim                  | 1620             | Mcdonnel                                     | éteint 1791                 | |
| Comte de Westmeath              | 1621             | Nugent                                       | existant                    | |
| Comte de Desmond                | 1622             | Feilding                                     | existant                    | aussi comte de Denbigh en Angleterre à partir de 1675 |
| Comte de Londonderry            | 1622             | Ridgeway                                     | éteint 1714                 | |
| Comte de Roscommon              | 1622             | Dillon                                       | éteint 1850                 | |
| Comte de Meath                  | 1627             | Brabazon                                     | existant                    | |
| Comte de Barrymore              | 1628             | Barry                                        | éteint 1824                 | |
| Comte de Fingall                | 1628             | Plunkett                                     | éteint 1984                 | |
| Comte de Carbery                | 1628             | Vaughan                                      | éteint 1712                 | |
| Comte de Downe                  | 1628             | Pope                                         | éteint 1668                 | |
| Comte de Leinster               | 1645             | Cholmondeley                                 | éteint 1659                 | |
| Comte d'Ardglass                | 1645             | Cromwell                                     | éteint 1687                 | |
| Comte de Donegal                | 1647             | Chichester                                   | existant                    | créé marquis de Donegall et comte de Belfast en 1791 |
| Comte de Cavan                  | 1647             | Lambart                                      | existant                    | |
| Comte de Clanbrassill           | 1647             | Hamilton                                     | éteint 1675                 | |
| Comte d'Inchiquin               | 1654             | O'Brien                                      | éteint 1855                 | |
| Comte de Clancarty              | 1658             | McCarthy                                     | confisqué 1690              | |
| Comte d'Orrery                  | 1660             | Boyle                                        | existant                    | aussi comte de Cork à partir de 1753 |
| Comte de Mountrath              | 1660             | Coote                                        | éteint 1802                 | |
| Comte de Drogheda               | 1661             | Moore                                        | existant                    | |
| Comte de Castlemaine            | 1661             | Palmer                                       | éteint 1705                 | |
| Comte de Mount Alexander        | 1661             | Montgomery                                   | éteint 1757                 | |
| Comte de Tyrconnel              | 1661             | Fitzwilliam                                  | éteint 1667                 | aussi vicomte Fitzwilliam en Irlande |
| Comte d'Arran (en)              | 1662             | Butler                                       | éteint 1685                 | |
| Comte de Carlington             | 1662             | Taaffe                                       | éteint 1738                 | |
| Comte de Tyrconnell             | 1663             | Fitzwilliam                                  | éteint 1667                 | |
| Comte de Tyrone                 | 1673             | Le Poer                                      | éteint 1704                 | |
| Comte de Ranelagh               | 1677             | Jones                                        | éteint 1711                 | |
| Comte de Longford               | 1677             | Aungier                                      | éteint 1704                 | |
| Comte de Bellomont              | 1680             | Kirckhoven                                   | éteint 1683                 | |
| Comte de Granard                | 1684             | Forbes                                       | existant                    | |
| Comte de Tyrconnel              | 1685             | Talbot                                       | confisqué 1691              | |
| Comte de Limerick               | 1685             | Dungan, Dongan                               | éteint 1715                 | |
| Comte de Bellamont              | 1689             | Coote                                        | éteint 1766                 | |
| Comte de Lucan                  | 1689             | Sarsfield                                    | éteint 1693                 | |
| Comte de Bangor                 | 1691             | Schomberg                                    | éteint 1719                 | titre subsidiaire du duc de Leinster, aussi duc de Schomberg, marquis d'Harwich et comte de Brentford en Angleterre |
| Comte d'Athlone                 | 1692             | Ginkel                                       | éteint 1844                 | |
| Comte de Galway                 | 1692             | Massué                                       | éteint 1720                 | |
| Comte d'Arran (en)              | 1693             | Butler                                       | éteint 1759                 | |
| Comte de Rathfarnham            | 1715             | Wharton                                      | éteint 1731                 | titre subsidiaire du marquis de Catherlough; aussi marquis de Wharton et marquis de Malmesbury; créé duc de Wharton en 1718 |
| Comte d'Ulster                  | 1716             | Maison d'Este                                | éteint 1728                 | titre subsidiaire du duc d'York et Albany |
| Comte Fitzwilliam               | 1716             | Wentworth-Fitzwilliam                        | éteint 1979                 | créé comte Fitzwilliam au Royaume-Uni en 1746 |
| Comtesse de Dungannon           | 1716             | Schulenberg                                  | éteint 1743                 | titre subsidiaire du duchesse de Munster, créé marquise de Dungannon au même moment, créé duchesse de Kendal et comtesse de Feversham en Grande-Bretagne en 1719, titre à vie seulement |
| Comte de Rosse                  | 1718             | Parsons                                      | éteint 1764                 | |
| Comte de Shelburne              | 1719             | Petty                                        | éteint 1751                 | |
| Comte Grandison                 | 1721             | Villiers                                     | éteint 1766                 | |
| Comtesse de Leinster            | 1721             | Kielmansegge                                 | éteint 1730                 | créé comtesse de Darlington en Grande-Bretagne en 1722 |
| Comte de Kerry                  | 1723             | Fitzmaurice                                  | existant                    | aussi marquis de Lansdowne et comte de Wycombe en Grande-Bretagne et comte de Shelburne à partir de 1818 |
| Comte de Darnley                | 1725             | Bligh                                        | existant                    | |
| Comte de Londonderry            | 1726             | Pitt                                         | éteint 1764                 | |
| Comte de Tylney                 | 1731             | Child                                        | éteint 1784                 | |
| Comte de Seaforth               | 1731             | Mackenzie                                    | éteint 1781                 | |
| Comte d'Egmont                  | 1733             | Perceval                                     | existant                    | |
| Comte de Bessborough            | 1739             | Ponsonby                                     | existant                    | créé comte de Bessborough au Royaume-Uni en 1937 |
| Comte Verney                    | 1742             | Verney                                       | éteint 1791                 | |
| Comte de Panmure                | 1743             | Maule                                        | éteint 1782                 | |
| Comte de Blesinton              | 1745             | Stewart                                      | éteint 1769                 | |
| Comte de Tyrone                 | 1746             | Beresford                                    | existant                    | créé marquis de Waterford en 1789 |
| Comte de Carrick                | 1748             | Butler                                       | existant                    | |
| Comte de Malton                 | 1750             | Watson-Wentworth                             | éteint 1782                 | aussi marquis de Rockingham et comte de Malton en Grande-Bretagne à partir de 1750 |
| Comte d'Hillsborough            | 1751             | Hill                                         | existant                    | créé comte d'Hillsborough en Grande-Bretagne en 1772 et marquis de Downshire en 1789 |
| Comte d'Upper Ossory            | 1751             | Fitzpatrick                                  | éteint 1818                 | |
| Comte de Shelburne              | 1753             | Petty-Fitzmaurice                            | existant                    | créé marquis de Lansdowne et comte de Wycombe en Grande-Bretagne en 1784, aussi comte de Kerry à partir de 1818 |
| Comte de Shannon                | 1756             | Boyle                                        | existant                    | |
| Comte de Lanesborough           | 1756             | Butler                                       | éteint 1998                 | |
| Comte de Clanbrassill           | 1756             | Hamilton                                     | éteint 1798                 | |
| Comte de Belvedere              | 1756             | Rochfort                                     | éteint 1814                 | |
| Comte de Massereene             | 1756             | Skeffington                                  | éteint 1816                 | |
| Comte de Thomond                | 1756             | O'Brien                                      | éteint 1774                 | |
| Comte de Charleville            | 1758             | Moore                                        | éteint 1764                 | |
| Comte Wandesford                | 1758             | Wandesford                                   | éteint 1784                 | |
| Comte de Louth                  | 1759             | Bermingham                                   | éteint 1799                 | |
| Comte Fife                      | 1759             | Duff                                         | éteint 1912                 | créé comte de Fife au Royaume-Uni en 1885, duc de Fife et marquis de Macduff au Royaume-Uni en 1889 et duc de Fife et comte de Macduff au Royaume-Uni en 1900 |
| Comte d'Ulster                  | 1760             | Maison d'Este                                | éteint 1767                 | titre subsidiaire du duc d'York et Albany |
| Comte de Mornington             | 1760             | Wesley                                       | existant                    | aussi duc de Wellington, marquis de Wellington, marquis Douro et comte de Wellington au Royaume-Uni à partir de 1863 |
| Comte d'Offaly                  | 1761             | FitzGerald                                   | existant                    | titre subsidiaire du marquis de Kildare, aussi comte de Kildare, créé duc de Leinster en 1766 |
| Comte de Tyrconnel              | 1761             | Carpenter                                    | éteint 1853                 | aussi baron Carpenter en Irlande |
| Comte d'Arran (en)              | 1762             | Gore                                         | existant                    | |
| Comte de Courtown               | 1762             | Stopford                                     | existant                    | |
| Comte de Catherlough            | 1762             | Knight                                       | éteint 1772                 | |
| Comte de Moira                  | 1762             | Rawdon                                       | éteint 1868                 | |
| Comte de Milltown               | 1763             | Leeson                                       | éteint 1891                 | |
| Comte de Charlemont             | 1763             | Caulfield                                    | éteint 1892                 | |
| Comte de Farnham                | 1763             | Maxwell                                      | éteint 1779                 | |
| Comte de Connaught              | 1764             | Maison d'Este                                | éteint 1834                 | titre subsidiaire du duc de Gloucester et Édimbourg |
| Comte de Mexborough             | 1766             | Savile                                       | existant                    | |
| Comte Winterton                 | 1766             | Turnour                                      | existant                    | |
| Comte de Dublin                 | 1766             | Maison d'Este                                | éteint 1790                 | titre subsidiaire du duc de Cumberland et Strathearn |
| Comte de Bective                | 1766             | Taylour                                      | existant                    | créé marquis d'Headfort en 1800 |
| Comte d'Ely                     | 1766             | Loftus                                       | éteint 1783                 | |
| Comte de Bellamont              | 1767             | Coote                                        | éteint 1800                 | |
| Comte Grandison                 | 1767             | Villiers                                     | éteint 1800                 | |
| Comte d'Howth                   | 1767             | St. Lawrence                                 | éteint 1909                 | |
| Comte de Kingston               | 1768             | King                                         | existant                    | |
| Comte de Roden                  | 1771             | Jocelyn                                      | existant                    | |
| Comte de Sefton                 | 1771             | Molyneux                                     | éteint 1972                 | |
| Comte d'Altamont                | 1771             | Browne                                       | existant                    | créé marquis de Sligo et comte de Clanricarde en 1800 |
| Comte de Ross                   | 1772             | Gore                                         | éteint 1802                 | |
| Comte de Lisburne               | 1776             | Vaughan                                      | existant                    | |
| Comte de Clanwilliam            | 1776             | Meade                                        | existant                    | |
| Comte de Glandore               | 1776             | Crosbie                                      | éteint 1826                 | |
| Comte Nugent                    | 1776             | Temple-Nugent-Brydges- Chandos-Grenville     | éteint 1889                 | |
| Comte de Shipbrook              | 1776             | Vernon                                       | éteint 1783                 | |
| Comte Ligonier                  | 1776             | Ligonier                                     | éteint 1782                 | deuxième creation |
| Comte d'Aldborough              | 1777             | Stratford                                    | éteint 1875                 | |
| Comte de Clermont               | 1778             | Fortescue                                    | éteint 1806                 | |
| Comte Conyngham                 | 1780             | Conyngham                                    | éteint 1781                 | |
| Comte Mount Cashell             | 1781             | Moore                                        | éteint 1915                 | |
| Comte d'Ulster                  | 1784             | Maison d'Este                                | éteint 1827                 | titre subsidiaire du duc d'York et Albany |
| Comte d'Antrim                  | 1785             | McDonnel                                     | existant                    | |
| Comte de Longford               | 1785             | Pakenham                                     | existant                    | |
| Comte de Portarlington          | 1785             | Dawson                                       | existant                    | |
| Comte de Mayo                   | 1785             | Bourke                                       | existant                    | |
| Comte de Carhampton             | 1785             | Luttrell                                     | éteint 1829                 | |
| Comte de Farnham                | 1785             | Maxwell                                      | éteint 1823                 | |
| Comte Annesley                  | 1789             | Annesley                                     | existant                    | |
| Comte Erne                      | 1789             | Crichton                                     | existant                    | |
| Comte d'Enniskillen             | 1789             | Cole                                         | existant                    | |
| Comte de Carysfort              | 1789             | Proby                                        | éteint 1909                 | |
| Comte de Belfast                | 1791             | Chichester                                   | existant                    | titre subsidiaire du marquis de Donegall, aussi comte de Donegal |
| Comte de Mountnorris            | 1793             | Annesley                                     | éteint 1844                 | |
| Comte de Wicklow                | 1793             | Forward-Howard                               | éteint 1978                 | |
| Comte de Clonmell               | 1793             | Scott                                        | éteint 1935                 | |
| Comte de Desart                 | 1793             | Cuffe                                        | éteint 1934                 | |
| Comte d'Ely                     | 1794             | Tottenham                                    | existant                    | créé marquis d'Ely en 1800 |
| Comte Macartney                 | 1794             | Macartney                                    | éteint 1806                 | |
| Comte de Clare                  | 1795             | Fitzgibbon                                   | éteint 1864                 | |
| Comte de Leitrim                | 1795             | Clements                                     | éteint 1952                 | |
| Comte de Lucan                  | 1795             | Bingham                                      | existant                    | |
| Comte de Londonderry            | 1796             | Stewart                                      | existant                    | créé marquis de Londonderry en 1816 et comte Vane au Royaume-Uni en 1823 |
| Comte Conyngham                 | 1797             | Conyngham                                    | existant                    | créé marquis Conyngham et comte de Mount Charles en 1816 |
| Comte Belmore                   | 1797             | Lowry-Corry                                  | existant                    | |
| Comte de Llandaff               | 1797             | Mathew                                       | éteint 1833                 | |
| Comte de Dublin                 | 1799             | Maison d'Este                                | éteint 1820                 | titre subsidiaire du duc de Kent et Strathearn |
| Comte d'Armagh                  | 1799             | Maison d'Este                                | suspended 1919              | titre subsidiaire du duc de Cumberland et Teviotdale |
| Comte de Bandon                 | 1800             | Bernard                                      | éteint 1979                 | |
| Comte Castle Stewart            | 1800             | Stuart                                       | existant                    | |
| Comte de Clanricarde            | 1800             | de Burgh                                     | existant                    | tenu par le comte de Clanricarde de la création de 1543 jusqu'à ce que le titre s'éteigne en 1916, puis par le marquis de Sligo |
| Comte de Donoughmore            | 1800             | Hely-Hutchinson                              | existant                    | |
| Comte O'Neill                   | 1800             | O'Neill                                      | éteint 1841                 | |
| Comte de Caledon                | 1801             | Alexander                                    | existant                    | |
| Comte de Kenmare                | 1801             | Browne                                       | éteint 1952                 | |
| Comte de Clancarty              | 1803             | Le Poer Trench                               | existant                    | |
| Comte de Rosse                  | 1806             | Parsons                                      | existant                    | |
| Comte de Gosford                | 1806             | Acheson                                      | existant                    | |
| Comte de Normanton              | 1806             | Agar                                         | existant                    | |
| Comte de Charleville            | 1806             | Bury                                         | éteint 1875                 | |
| Comte de Glengall               | 1816             | Butler                                       | éteint 1858                 | |
| Comte de Mount Charles          | 1816             | Conyngham                                    | existant                    | titre subsidiaire du marquis Conyngham, aussi comte Conyngham |
| Comte de Bantry                 | 1816             | Hedges-White                                 | éteint 1891                 | |
| Comte de Blessington            | 1816             | Gardiner                                     | éteint 1829                 | |
| Comte de Sheffield              | 1816             | Holroyd                                      | éteint 1909                 | |
| Comte de Dunraven et Mount-Earl | 1822             | Wyndham-Quin                                 | existant                    | |
| Comte de Kilmorey               | 1822             | Needham                                      | existant                    | |
| Comte de Listowel               | 1822             | Hare                                         | existant                    | |
| Comte de Norbury                | 1827             | Toler                                        | existant                    | |
| Comte de Ranfurly               | 1831             | Knox                                         | existant                    | |

## Comtes dans la pairie du Royaume-Uni et d'Irlande (à partir de 1801)
| Titre                            | Date de création | Titulaire                     | Statut                      | Notes |
| -------------------------------- | ---------------- | ----------------------------- | --------------------------- | --- |
| Comte de Rosslyn                 | 1801             | Wedderburn, St. Clair-Erskine | existant                    | |
| Comte de Craven                  | 1801             | Craven                        | existant                    | |
| Comte d'Onslow                   | 1801             | Onslow                        | existant                    | |
| Comte de Romney                  | 1801             | Marsham                       | existant                    | |
| Comte de Chichester              | 1801             | Pelham                        | existant                    | |
| Comte de Wilton                  | 1801             | Egerton                       | existant                    | |
| Comte d'Inverness                | 1801             | Maison d'Este                 | éteint 1843                 | titre subsidiaire du duc de Sussex |
| Comte de Tipperary               | 1801             | Maison d'Este                 | éteint 1904                 | titre subsidiaire du duc de Cambridge |
| Comte de Limerick                | 1803             | Pery                          | existant                    | |
| Comtesse de Bath                 | 1803             | Murray-Pulteney               | éteint 1808                 | |
| Comte de Powis                   | 1804             | Clive                         | existant                    | |
| Comte Nelson                     | 1805             | Nelson                        | existant                    | |
| Comte Manvers                    | 1806             | Pierrepont, Medows            | éteint 1955                 | |
| Comte d'Orford                   | 1806             | Walpole                       | éteint 1931                 | |
| Comte Grey                       | 1806             | Grey                          | existant                    | |
| Comte de Lonsdale                | 1807             | Lowther                       | existant                    | |
| Comte d'Harrowby                 | 1809             | Ryder                         | existant                    | |
| Comte de Wellington              | 1812             | Wellesley                     | existant                    | créé marquis de Wellington en 1812 et duc de Wellington et marquis Douro en 1814, aussi comte de Mornington en Irlande à partir de 1863      |
| Comte Compton                    | 1812             | Compton                       | existant                    | titre subsidiaire du marquis de Northampton, aussi comte de Northampton en Angleterre                                                        |
| Comte de Brecknock               | 1812             | Pratt                         | existant                    | titre subsidiaire du marquis Camden, aussi comte Camden en Grande-Bretagne                                                                   |
| Comte de Mulgrave                | 1812             | Phipps                        | existant                    | créé marquis de Normanby en 1838 |
| Comte d'Harewood                 | 1812             | Lascelles                     | existant                    | |
| Comte de Minto                   | 1813             | Elliot                        | existant                    | |
| Comte Cathcart                   | 1814             | Cathcart                      | existant                    | |
| Comte de Rocksavage              | 1815             | Cholmondeley                  | existant                    | titre subsidiaire du marquis de Cholmondeley, aussi comte de Cholmondeley en Angleterre                                                      |
| Comte de Verulam                 | 1815             | Grimston                      | existant                    | |
| Comte Whitworth                  | 1815             | Whitworth                     | éteint 1825                 | |
| Comte Brownlow                   | 1815             | Cust                          | éteint 1921                 | |
| Comte de St. Germans             | 1815             | Eliot                         | existant                    | |
| Comte de Morley                  | 1815             | Parker                        | existant                    | |
| Comte de Bradford                | 1815             | Bridgeman                     | existant                    | |
| Comte Beauchamp                  | 1815             | Lygon                         | éteint 1979                 | |
| Comte de Grey                    | 1816             | Robinson                      | éteint 1923                 | créé comte de Ripon en 1833 et marquis de Ripon en 1871                                                                                      |
| Comte de Rawdon                  | 1816             | Rawdon                        | éteint 1868                 | |
| Comte d'Eldon                    | 1821             | Scott                         | existant                    | |
| Comte de Falmouth                | 1821             | Boscawen                      | éteint 1852                 | |
| Comte Howe                       | 1821             | Curzon                        | existant                    | |
| Comte Bruce                      | 1821             | Bruce                         | existant                    | titre subsidiaire du marquis d'Ailesbury, aussi comte d'Ailesbury en Grande-Bretagne, aussi comte de Cardigan en Angleterre à partir de 1856 |
| Comte de Stradbroke              | 1821             | Rous                          | existant                    | |
| Comte Somers                     | 1821             | Somers-Cocks                  | éteint 1883                 | |
| Comte Temple de Stowe            | 1822             | Temple-Gore-Langton           | existant                    | aussi duc de Buckingham et Chandos jusqu'à 1889                                                                                              |
| Comte de Rathdowne               | 1822             | Monck                         | éteint 1848                 | |
| Comte Vane                       | 1823             | Stewart                       | existant                    | aussi marquis de Londonderry et comte de Londonderry en Irlande                                                                              |
| Comte Jermyn                     | 1826             | Jermyn                        | existant                    | titre subsidiaire du marquis de Bristol, aussi comte de Bristol en Grande-Bretagne                                                           |
| Comte Amherst                    | 1826             | Amherst                       | éteint 1993                 | |
| Comte Cawdor                     | 1827             | Campbell                      | existant                    | |
| Comte de Dudley                  | 1827             | Ward                          | éteint 1833                 | |
| Comte de Munster                 | 1831             | Fitzclarence                  | éteint 2000                 | |
| Comte de Burlington              | 1831             | Cavendish                     | existant                    | aussi duc de Devonshire, marquis d'Hartington et comte de Devonshire en Angleterre à partir de 1858                                          |
| Comte de Camperdown              | 1831             | Haldane-Duncan                | éteint 1933                 | |
| Comte d'Ormelie                  | 1831             | Campbell                      | éteint 1862                 | titre subsidiaire du marquis de Breadalbane, aussi comte de Breadalbane et Holland en Écosse                                                 |
| Comte de Lichfield               | 1831             | Anson                         | existant                    | |
| Comte de Durham                  | 1833             | Lambton                       | existant                    | |
| Comte de Ripon                   | 1833             | Robinson                      | éteint 1923                 | aussi comte de Grey, créé marquis de Ripon en 1871                                                                                           |
| Comte Granville                  | 1833             | Leveson-Gower                 | existant                    | |
| Comte d'Effingham                | 1837             | Howard                        | existant                    | |
| Comte de Ducie                   | 1837             | Moreton                       | existant                    | |
| Comte d'Yarborough               | 1837             | Anderson-Pelham               | existant                    | |
| Comte Innes                      | 1837             | Innes                         | existant                    | aussi duc de Roxburghe, marquis de Bowmont et Cessford, comte de Roxburghe et comte de Kelso en Écosse                                       |
| Comte de Leicester               | 1837             | Coke                          | existant                    | |
| Comte de Lovelace                | 1838             | King                          | éteint 2018                 | |
| Comte de Zetland                 | 1838             | Dundas                        | existant                    | créé marquis de Zetland et comte de Ronaldshay en 1892                                                                                       |
| Comte d'Auckland                 | 1839             | Eden                          | éteint 1849                 | |
| Comte de Gainsborough            | 1841             | Noel                          | existant                    | |
| Comte Fitzhardinge               | 1841             | Berkeley                      | éteint 1857                 | |
| Comte d'Ellenborough             | 1844             | Law                           | éteint 1871                 | |
| Comte d'Ellesmere                | 1846             | Leveson-Gower                 | existant                    | aussi duc de Sutherland et marquis de Stafford au Royaume-Uni et comte Gower en Grande-Bretagne à partir de 1963                             |
| Comte de Strafford               | 1847             | Byng                          | existant                    | |
| Comte de Cottenham               | 1850             | Pepys                         | existant                    | |
| Comte de Dublin                  | 1850             | Wettin                        | rattaché à la couronne 1901 | aussi prince de Galles, duc de Cornouailles et comte de Chester en Angleterre et duc de Rothesay et comte de Carrick en Écosse               |
| Comte Cowley                     | 1857             | Wellesley                     | existant                    | |
| Comte de Winton                  | 1859             | Montgomerie                   | existant                    | aussi comte d'Eglinton en Écosse |
| Comte Canning                    | 1859             | Canning                       | éteint 1862                 | |
| Comte de Dudley                  | 1860             | Ward                          | existant                    | |
| Comte Russell                    | 1861             | Russell                       | existant                    | |
| Comte de Cromartie               | 1861             | Mackenzie                     | existant                    | |
| Comte St. Maur                   | 1863             | St. Maur, Seymour             | éteint 1885                 | |
| Comte de Kimberley               | 1866             | Wodehouse                     | existant                    | |
| Comte de Dartrey                 | 1866             | Dawson                        | éteint 1933                 | |
| Comte de Kent                    | 1866             | Wettin                        | éteint 1900                 | titre subsidiaire du duc d'Édimbourg, créé comte d'Ulster au même moment                                                                     |
| Comte d'Ulster                   | 1866             | Wettin                        | éteint 1900                 | titre subsidiaire du duc d'Édimbourg, créé comte de Kent au même moment                                                                      |
| Comte de Feversham               | 1868             | Duncombe                      | éteint 1963                 | |
| Comte de Dufferin                | 1871             | Hamilton-Temple-Blackwood     | éteint 1988                 | créé marquis de Dufferin et Ava et comte d'Ava en 1888                                                                                       |
| Comte de Ravensworth             | 1874             | Liddell                       | éteint 1904                 | |
| Comte de Sussex                  | 1874             | Saxe-Cobourg-Gotha            | éteint 1943                 | titre subsidiaire du duc de Connaught et Strathearn                                                                                          |
| Comte Sydney                     | 1874             | Townshend                     | éteint 1890                 | |
| Comte de Kinrara                 | 1876             | Gordon-Lennox                 | existant                    | titre subsidiaire du duc de Gordon, aussi duc de Richmond et comte de March en Angleterre et duc de Lennox et comte de Darnley en Écosse     |
| Comte de Lewes                   | 1876             | Nevill                        | existant                    | titre subsidiaire du marquis d'Abergavenny, aussi comte d'Abergavenny en Grande-Bretagne                                                     |
| Comte de Northbrook              | 1876             | Baring                        | éteint 1929                 | |
| Comte de Beaconsfield            | 1876             | Disraeli                      | éteint 1881                 | |
| Comte de Redesdale               | 1877             | Freeman-Mitford               | éteint 1886                 | |
| Comte Cairns                     | 1878             | Cairns                        | existant                    | |
| Comte de Lytton                  | 1880             | Wentworth, Bulwer-Lytton      | existant                    | |
| Comte de Lathom                  | 1880             | Bootle-Wilbraham              | éteint 1930                 | |
| Comte Sondes                     | 1880             | Watson, Milles                | éteint 1996                 | |
| Comte de Clarence                | 1881             | Saxe-Cobourg-Gotha            | suspended 1919              | titre subsidiaire du duc d'Albany |
| Comte de Selborne                | 1882             | Palmer                        | existant                    | |
| Comte d'Iddesleigh               | 1885             | Northcote                     | existant                    | |
| Comte de Fife                    | 1885             | Duff                          | éteint 1912                 | aussi comte Fife, créé duc de Fife et marquis de Macduff en 1889 et duc de Fife et comte de Macduff en 1900                                  |
| Comte d'Ormelie                  | 1885             | Campbell                      | éteint 1922                 | titre subsidiaire du marquis de Breadalbane, aussi comte de Breadalbane et Holland en Écosse                                                 |
| Comte de Montalt                 | 1886             | Maude                         | éteint 1905                 | |
| Comte de Londesborough           | 1887             | Denison                       | éteint 1937                 | |
| Comte d'Ava                      | 1888             | Hamilton-Temple-Blackwood     | éteint 1988                 | titre subsidiaire du marquis de Dufferin et Ava, aussi comte de Dufferin                                                                     |
| Comte d'Athlone                  | 1890             | Saxe-Cobourg-Gotha            | éteint 1892                 | titre subsidiaire du duc de Clarence et Avondale                                                                                             |
| Comte d'Ancaster                 | 1892             | Heathcote-Drummond-Willoughby | éteint 1983                 | |
| Comte de Cranbrook               | 1892             | Gathorne-Hardy                | existant                    | |
| Comte de Ronaldshay              | 1892             | Dundas                        | existant                    | titre subsidiaire du marquis de Zetland, aussi comte de Zetland                                                                              |
| Comte d'Inverness                | 1892             | Saxe-Cobourg-Gotha            | rattaché à la Couronne 1910 | titre subsidiaire du duc d'York |
| Comte Carrington                 | 1895             | Wynn-Carrington, Carington    | éteint 1928                 | créé marquis de Lincolnshire en 1912 |
| Comte de Crewe                   | 1895             | Crewe-Milnes, Offley          | éteint 1945                 | créé marquis de Crewe et comte de Madeley en 1911                                                                                            |
| Comte Egerton de Tatton          | 1897             | Egerton                       | éteint 1909                 | aussi baron Egerton |
| Comte de Halsbury                | 1898             | Giffard                       | existant                    | |
| Comte de Macduff                 | 1900             | Carnegie                      | existant                    | titre subsidiaire du duc de Fife, aussi duc de Fife, marquis de Macduff et comte de Fife jusqu'à 1912 et comte Fife en Irlande jusqu'à 1912  |
| Comte Roberts                    | 1901             | Roberts, Lewin                | éteint 1955                 | |
| Comte de Cromer                  | 1901             | Baring                        | existant                    | |
| Comte de Plymouth                | 1905             | Windsor-Clive                 | existant                    | |
| Comte de Liverpool               | 1905             | Foljambe                      | existant                    | aussi vicomte Hawkesbury |
| Comte de Madeley                 | 1911             | Crewe-Milnes                  | éteint 1945                 | titre subsidiaire du marquis de Crewe, aussi comte de Crewe                                                                                  |
| Comte de Midlothian              | 1911             | Primrose                      | existant                    | aussi comte de Rosebery (it) en Écosse |
| Comte Curzon de Kedleston        | 1911             | Curzon                        | éteint 1925                 | créé marquis Curzon de Kedleston en 1921 ; retour au titre auxiliaire de vicomte Scarsdale (en) au Royaume-Uni                               |
| Comte Brassey (en)               | 1911             | Brassey                       | éteint 1919                 | |
| Comte Loreburn                   | 1911             | Reid                          | éteint 1923                 | |
| Comte Kitchener de Khartoum      | 1914             | Kitchener                     | éteint 2011                 | |
| Comte St. Aldwyn                 | 1915             | Hicks-Beach                   | existant                    | |
| Comte d'Haddo                    | 1916             | Gordon                        | existant                    | titre subsidiaire du marquis d'Aberdeen et Temair, aussi comte d'Aberdeen en Écosse                                                          |
| Comte d'Athlone                  | 1917             | Cambridge                     | éteint 1957                 | |
| Comte d'Eltham                   | 1917             | Cambridge                     | éteint 1981                 | titre subsidiaire du marquis de Cambridge |
| Comte de Medina                  | 1917             | Mountbatten                   | existant                    | titre subsidiaire du marquis de Milford Haven                                                                                                |
| Comte de Berkhampsted (en)       | 1917             | Mountbatten                   | éteint 1960                 | titre subsidiaire du marquis de Carisbrooke                                                                                                  |
| Comte de Reading                 | 1917             | Isaacs                        | existant                    | créé marquis de Reading en 1926 |
| Comte Beatty                     | 1919             | Beatty                        | existant                    | |
| Comte Haig                       | 1919             | Haig                          | existant                    | |
| Comte d'Iveagh                   | 1919             | Guinness                      | existant                    | |
| Comte de Midleton (en)           | 1920             | Brodrick                      | éteint 1979                 | retour au titre auxiliaire de vicomte Midleton (en) en Irlande                                                                               |
| Comte d'Inverness                | 1920             | Windsor                       | éteint 1936                 | titre subsidiaire du duc d'York |
| Comte Buxton (en)                | 1920             | Buxton                        | éteint 1934                 | |
| Comte de Balfour                 | 1922             | Balfour                       | existant                    | |
| Comte d'Ypres                    | 1922             | French                        | éteint 1988                 | |
| Comte de Birkenhead              | 1922             | Smith                         | éteint 1985                 | |
| Comte Farquhar (it)              | 1922             | Townsend-Farquhar             | éteint 1923                 | |
| Comte d'Oxford et Asquith        | 1925             | Asquith                       | existant                    | |
| Comte Jellicoe                   | 1925             | Jellicoe                      | existant                    | |
| Comte Cave de Richmond (en)      | 1928             | Cave                          | éteint 1938                 | |
| Comte d'Ulster                   | 1928             | Windsor                       | existant                    | titre subsidiaire du duc de Gloucester |
| Comte d'Inchcape                 | 1929             | Mackay                        | existant                    | |
| Comte Peel                       | 1929             | Peel                          | existant                    | |
| Comte de Willingdon              | 1931             | Freeman-Thomas                | éteint 1979                 | créé marquis de Willingdon en 1936 |
| Comte de St. Andrews             | 1934             | Windsor                       | existant                    | titre subsidiaire du duc de Kent |
| Comte de Strathmore et Kinghorne | 1937             | Bowes-Lyon                    | existant                    | créé comte de Strathmore et Kinghorne au Royaume-Uni en 1937, connu « comte de Strathmore et Kinghorne » en Écosse depuis 1677               |
| Comte de Bessborough             | 1937             | Ponsonby                      | existant                    | aussi comte de Bessborough (en) en Irlande                                                                                                   |
| Comte Baldwin de Bewdley         | 1937             | Baldwin                       | existant                    | |
| Comte d'Halifax                  | 1944             | Wood                          | existant                    | |
| Comte de Gowrie                  | 1945             | Ruthven                       | existant                    | |
| Comte Lloyd-George de Dwyfor     | 1945             | Lloyd George                  | existant                    | |
| Comte Wavell                     | 1947             | Wavell                        | éteint 1953                 | |
| Comte Mountbatten de Burma       | 1947             | Mountbatten                   | existant                    | |
| Comte de Merioneth               | 1947             | Mountbatten-Windsor           | existant                    | titre subsidiaire du duc d'Édimbourg |
| Comte Jowitt (en)                | 1951             | Jowitt                        | éteint 1957                 | |
| Comte Alexander de Tunis         | 1952             | Alexander                     | existant                    | |
| Comte de Swinton                 | 1955             | Cunliffe-Lister               | existant                    | |
| Comte Attlee                     | 1955             | Attlee                        | existant                    | |
| Comte de Woolton                 | 1956             | Marquis                       | existant                    | |
| Comte de Chester                 | 1958             | Windsor                       | existant                    | titre subsidiaire du prince de Galles, aussi duc de Cornouailles en Angleterre et duc de Rothesay et comte de Carrick en Écosse              |
| Comte d'Avon                     | 1960             | Eden                          | éteint 1985                 | |
| Comte de Snowdon                 | 1961             | Armstrong-Jones               | existant                    | |
| Comte de Kilmuir                 | 1962             | Fyfe                          | éteint 1967                 | |
| Comte Alexander d'Hillsborough   | 1963             | Alexander                     | éteint 1965                 | |
| Comte de Stockton                | 1984             | Macmillan                     | existant                    | |
| Comte d'Inverness                | 1986             | Mountbatten-Windsor           | existant                    | titre subsidiaire du duc d'York |
| Comte de Wessex                  | 1999             | Mountbatten-Windsor           | existant                    | |
| Comte de Strathearn              | 2011             | Mountbatten-Windsor           | existant                    | titre subsidiaire du duc de Cambridge |